# 陰謀論の一覧
陰謀論の一覧（いんぼうろんのいちらん）は、主な陰謀論の事例を一覧として記述する。
なお、各々の事例のなかには「柳条湖事件」や「北朝鮮による日本人拉致問題」のように、当初は当事者によって陰謀論と主張されていたが、後に事実であることが確認されたものもある。一方、プロパガンダとして悪用された虚偽や、事実誤認や自説に都合のいい証拠のみ（チェリー・ピッキング）で構成されたもの、一部は事実であると確認されたものの、誇張が大いに含まれているものも少なくない。そのため都市伝説に近い主張も含まれていることから、真贋については注意が必要である。

## 陰謀論の主体とされた組織
陰謀論では、特定の集団を陰謀の主体として槍玉に挙げる傾向がある。

### ユダヤ陰謀論

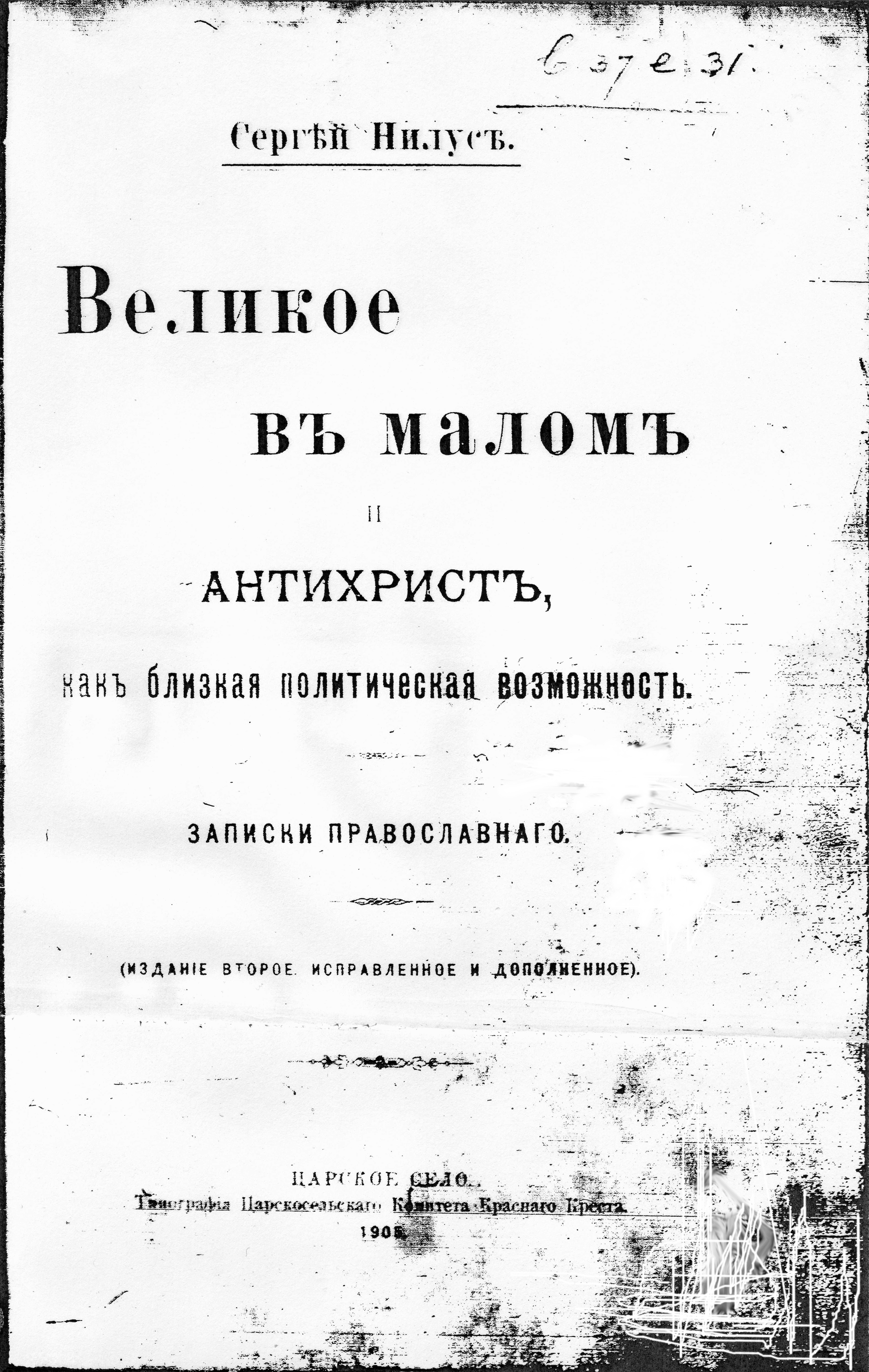
『シオン賢者の議定書』の初版

ユダヤ人が紀元前の時代から世界の政治、経済、軍事を支配し、強く影響を及ぼしていたことに端を発する陰謀論。

#### カナン、フェニキア陰謀論
ユースタス・マリンズ によると、旧約聖書ではカナン人はハムの子孫とされている。カナン人は乱交儀式を行ったり、人間を生贄に捧げていたと陰謀論者は主張する。カナン人はフェニキア人と名乗るようになる。カルタゴはバール神を信仰していた。フェニキアからカルタゴに植民が行われた。ローマはカルタゴを侵略し滅ぼし、住民を皆殺しにした。作物が育たなくなるように土地に塩を撒いた。
カルタゴの末裔はユダヤ人の中に紛れ込み混血した。ヨーロッパではカナン人に人種的に近い民族がスファラディ系ユダヤ人しかいなかったためである。古代ユダヤ人は農業と牧畜の民族であったのに、近代のユダヤ人は金融の民族である。ユダヤ人はスファラディ（アジア系、セム）、アシュケナジー（白人、ヤペテ）に加えて、さらにカナン（ハム）の血統が含まれるのではないかと主張される。
さらにフェニキア人はヴェネツィアに拠点を移したという説がある。現地人より色が浅黒かったので、「ヴェネツィアの黒い貴族」と呼ばれる。資本主義の成立に不可欠な手形などはヴェネツィアで発明された。ヴェネツィアはキリスト教国家とイスラム教国家の間の地中海貿易を独占していた。ヴェネツィアの黒い貴族はヴェネツィアからオランダに移動する。地中海貿易から大西洋貿易に移るためである。さらにオランダからイギリスに移動し、世界初の株式会社であるイギリス東インド会社を設立する。

#### 新世界秩序陰謀論

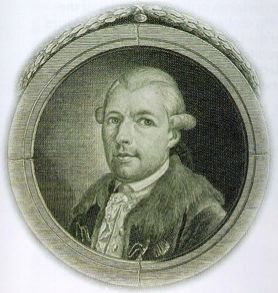
アダム・ヴァイスハウプトはイルミナティの創設者

世界統一政府（One World Government）の建設が予定されているとするもの。具体的な内容は次のとおりである。
2050年ごろまでに超富裕層と貧困層による超格差社会が建設され、ロスチャイルドやロックフェラーなどの財閥当主が支配層となる。世界人口は2022年現在77億人いるが、これが10億人（一説によれば5億人）まで減らされる。人口の割り当ては、中国と日本を合わせて5億人、日本だけで6000〜7500万人。これはアジア系が権威や権力に弱く従順で扱いやすいためとされる。ヘンリー・キッシンジャーは「アメリカの人口は1億人で十分だ」と言っていたとされる（2020年代現在の実際の人口は約3億人）。秘密結社の究極の目的は儀式を行い、世界統一政府を建設することにある。他の陰謀はこの目的のための手段として行われる。
ビルダーバーグ会議、外交問題評議会、王立国際問題研究所、日米欧三極委員会や、以上4つの会議又は委員会の主催者はデイヴィッド・ロックフェラーである。存在は公式には確認されていないが三百人委員会、「33人評議会」、「13人評議会」等の組織を陰謀論者は総称して「影の政府」、「新世界秩序」(New World Order)と呼ぶ。フリーメイソン陰謀論やイルミナティ陰謀論もこれに含めて考えることがある。フェビアニズムと関係の深いH・G・ウェルズには著作『新世界秩序』（1940年）がある。
三百人委員会
ジョン・コールマンの著書『三百人委員会』で知られるようになった。陰謀論者によれば、三百人委員会は立法を担当する。オリンポスの神々にちなんで別名オリンピアンズとも呼ばれる。フリーメイソンの最高位階33階級に相当するとみる説もある。元々は五百人委員会であった可能性もあるという。
三十三人評議会
三十三人評議会は、フリーメイソンの33階級の上にある隠れ階級の34階級に相当するとされる。別名ロスチャイルド・トリビューンとも呼ばれる。財閥当主がメンバーとされる。
十三人評議会
十三人評議会は行政を担当する。フリーメイソンの33階級の上にある隠れ階級の35階級に相当するとされる。別名ロイヤル・ファミリーとも呼ばれる。ロスチャイルドに直属する魔術師やファリサイ派のラビの集団であるとされる。
イルミナティ13血流
フリッツ・スプリングマイヤー（en:Fritz Springmeier）によると、次の13家はイルミナティ13血流と呼ばれ、新世界秩序建設に深く関わっているとされる。
- アスター
- バンディ
- コリンズ
- デュポン
- ファン・ダイン
- フリーマン
- ケネディ家
- 李
- オナシス家
- ロックフェラー家
- ラッセル
- ロスチャイルド家
- ダビデ

十三人評議会とは関係がないのではないかと言われている。このなかで強い力を持つとされる次の5家はイルミナティ5血流と呼ばれる。
- アスター
- コリンズ
- フリーマン
- ラッセル
- ロスチャイルド

さらにイルミナティ500血流と呼ばれる周辺の血流もあるとされる。

#### 財閥陰謀論、王室陰謀論
ロスチャイルド家、ロックフェラー家などの巨大財閥や、イギリス王室、オランダ王室などが陰謀の主体であるという考え方。
ロスチャイルドとロックフェラーの関係についてはさまざまな説がある。
ロスチャイルド・ロックフェラー対立説
ロスチャイルドとロックフェラーが対立しているという論説。日本の財閥については、ロスチャイルドは三井住友、ロックフェラーは三菱と結びついている。エネルギーについては、ロスチャイルドは鉱物資源、原子力発電、ロックフェラーは石油、火力発電を支配しているとされる。
ロスチャイルド支配説
ロスチャイルドはスファラディを自称しているとされるが、一説にはハム、カナンの血統でありニムロドの子孫であるとする説もある。ユダヤ人の王、ヨーロッパの陰の皇帝と呼ばれる。ロスチャイルドがロックフェラーを支配しているという論説。この説の根拠としては
1. ロスチャイルドのほうが財閥としての台頭が早い
2. カーネギーやヴァンダービルトやアスターなどもロックフェラーの1/3から1/2程度にあたる資産を持っているとされる点

この説の論者は次のような記録がアメリカ上院議事録に残っていると主張する。ネルソン・ロックフェラーがアメリカ副大統領になるときに資産公開する必要があり調査したが、ロックフェラーの所有する不動産がゼロという調査結果が出てしまい、脱税でないことを証明しなければならなくなった。その際にロックフェラーは「ロックフェラーの資産はロスチャイルドの代理人であるシュトラウスが管理しており、自分は知らないから、そちらに訊ねてほしい」と答えた。
この説の論者としては太田龍などが挙げられる。なお、ロスチャイルドとロックフェラーが対立しつつも、ロックフェラーがロスチャイルドに従属しているというような説も存在する。
ほかにも、アメリカの鉄鋼王アンドリュー・カーネギー、鉄道王コーネリアス・ヴァンダービルト、不動産王アスターもロックフェラーの1⁄3から1⁄2程度にあたる資産を持っているとされる。サスーン家（アルバート・アブドゥッラー・サッスーン）はロスチャイルドのインド、中国、日本にかけての極東代理人とされる。
ジョン・モルガン陰謀論
ジョン・モルガンの位置付けについては様々な説がある。
モルガンはロスチャイルドのアメリカにおける代理人であるという説が一般的である。この説の根拠としては
1. ロックフェラーのほうがモルガンよりも資産の総額が多い
2. 上記にもかかわらず、モルガンがロックフェラーに対して強気に出ている
3. ロスチャイルドの後ろ盾があるのではないか

モルガンはロックフェラー側であるとする説や、モルガンはロスチャイルド側でもロックフェラー側でもない第三勢力であるとする説もある

#### 天皇イスラエルの神（レビ族祭司）説
明治・大正・昭和の天皇は、イスラエルの神を継承するレビ族祭司であるとする水原紫織の説。その根拠として、天皇が、タイム誌や米国公共ラジオやオーストラリア放送協会などで、旧約聖書や新約聖書に記されているイスラエルの神の称で「living god」と称されたことや、ユダヤの神と称されるハイレ・セラシエ1世も「living god」と称されることなどをあげている。

#### 主な陰謀論者
- エーリヒ・ルーデンドルフ
- ユリウス・シュトライヒャー
- ヘンリー・フォード
- ユースタス・マリンズ
- 古歩道ベンジャミン
- デイビッド・アイク
- リチャード・ウィリアムソン (司教)
- ヴァーツラフ・クラウス
- ジョン・コールマン
- マフムード・アフマディーネジャード
- デイビット・シェイラー
- 牛山火壱
- 木村愛二
- 四王天延孝
- ラプト中村（RAPT理論）
- 西岡昌紀
- 広瀬隆
- 水原紫織
- 若宮卯之助
- 馬渕睦夫
- 関暁夫

### 創価学会および在日朝鮮韓国人にまつわる陰謀説
公明党の支持母体である創価学会の会長、幹部の多くが在日韓国・朝鮮人（以下「在日」）寄りの主張をするために当人もそうであるとする説。
暴力団の実に9割が部落民か在日（元公安調査官菅沼光弘の指摘による）、パチンコ店経営者などパチンコ業界関係者の実に90%が在日であり、在日による政治家、公安の買収、マスコミを使った韓流ブーム作出、地方参政権問題、在日特権問題などが起きているとの主張がある。また、これらの主張に近い左派の政治家や評論家、マスコミ関係者も在日が多いとされることもある（なお、これを載せた『WiLL』は名指しされた一人である土井たか子から名誉毀損で提訴され敗訴）。ゲーム業界にも創価学会の総体革命で送り込まれた多数の帰化朝鮮・韓国人がいるとされ帰化人の創価学会員であるとされる。
また、倉田英世（日本安全保障戦略研究所顧問、日本戦略フォーラム政策提言委員、日本郷友連盟副会長兼郷友総合研究所所長、元陸将補）は、民主党（当時）の国会議員のうち70人が在日朝鮮人であると主張している。

### 魔女
悪魔と契約を結んだ女性が魔術によって禍をもたらすとしたもの。多くの人々が男女を問わず魔女として告発され、裁判にかけられた。

### 共産主義者
共産党員およびその同調者が国家の転覆や革命的破壊活動をおこなうとして赤狩りの対象とされた。

### マルクスとロスチャイルドの連携関係
世界を二分するマルクスとロスチャイルド家はユダヤ人の結束で裏でつながっているとする陰謀説。ミハイル・バクーニンやノンフィクション作家の林千勝が主張している。
林はこう主張する。「マルクスの祖母のいとこがネオサン・ロスチャイルドの妻で、親戚関係にあった。マルクスは定職をもたず、毎日大英博物館図書館に通い『資本論』を書いた。文献学者も雇っていたが、資金の出所は不明だ。」。
バクーニンは、マルクスの共産主義には中央集権的権力が必要となり、それには中央銀行が欠かせず、このような銀行が存在するところに人民の労働の上に相場を張っている寄生虫ユダヤ人は、その存在手段を見出すと主張している。

### WGIP陰謀論
ウォー・ギルト・インフォメーション・プログラム（WGIP）は、GHQ（連合国軍最高司令官総司令部）が「戦争についての罪悪感を日本人の心に植え付ける」ために計画したとされる情報操作・宣伝活動が、戦後日本人の歴史認識や精神に長期的な影響を与えたとする説である。この陰謀論は主に「自虐史観」論と結びつけて日本の右派論客によって用いられている。WGIPの概念は、文芸評論家の江藤淳が1989年の著書『閉された言語空間』で提唱したことに始まる。江藤は、GHQが日本が「大東亜戦争」に託した正当な意味を抹殺したうえで、「軍国主義者」と「国民」という対立構造を作り出すことで、米国の戦争責任（原爆投下や無差別爆撃など）を正当化し、日本人自らが日本の伝統的文化や精神を否定する精神構造を形成させたと論じた。WGIP説は、産経新聞や高橋史朗、関野通夫、櫻井よしこ、ケント・ギルバート、百田尚樹、小林よしのりなどの保守系論者によって広められ、日本国憲法もWGIPの一環として位置付けられるほか、ジェンダーフリー教育や性的マイノリティーの人権教育、少年非行の増加などの「子どもの脳内汚染」の根底にWGIPの影響があると主張されている。そのため、高橋史朗は憲法改正運動はWGIPのイデオロギーの誤りを正し、「日本人の伝統的国民精神」を取り戻す国民精神復興運動でなければならないと述べている。参政党の神谷宗幣代表は、2023年の国会でWGIPに言及し「日本人は永久に戦争犯罪人であるという罪悪感を日本人に刷り込もうとして行った情報作戦」と発言している。
一方、学術的には、いわゆるWGIPと総称されるプログラムについて「体系的な洗脳計画」として実施されたという主張は否定されており、その実態や影響は限定的だったとされている。歴史学者の秦郁彦は、江藤や高橋らによる「日本人の精神を粉々にした」「マインドコントロール計画」といった主張に対し「果たしてそんな大それたものか」と疑問を呈し、江藤の『閉された言語空間』を「占領期に関わる『陰謀史観』」の代表例として扱っている。また、歴史学者の賀茂道子は、GHQは1945年から1946年にかけて、日本国民から軍国主義思想を排除し、民主主義への理解を深めることを主たる目的として情報発信（CIE広報）を行い、その一環として戦争犯罪の事実を知らせたが、その影響も限定的だったと分析している。哲学研究者の能川元一は、WGIP論は日本の右派にとって「歴史戦の決戦兵器」となっており、南京大虐殺や慰安婦問題だけでなく、日本の少子化問題までもWGIPの呪縛に帰責することができる応用範囲の広い理論であると指摘し、自説が受け入れられないことを陰謀の証拠だとみなすのが陰謀論の特徴であると批判している。宗教学者の辻隆太朗は、この説が「事実に対して過剰に意図を読み込み、自らの価値観を守るための便利な道具として創作されたもの」だと批判している。

### LGBT
LGBTおよびその支援者が、LGBTに関する教育やLGBTの権利擁護運動を子供をグルーミングし、性的虐待に巻き込むために行っているという陰謀論。1970年代から見られるが、2020年代にアメリカにおける保守・極右勢力メンバーを中心に拡散されている。これらの主張は根拠がなく、ホモフォビアやトランスジェンダー嫌悪にもとづいた典型的なモラル・パニックの例とされる。フローレンス・アシュリートロント大学教授は、この陰謀論を、白人が組織的に移民に取って代わられているという人種差別主義的な陰謀論「グレート・リプレイスメント」と比較している。

### 財務省陰謀論（ザイム真理教説）
政府は財務省の言いなりであり、日本国の経済が30年にわたり低迷しているいわゆる失われた30年の状態にあるのは財務省の財政規律派の陰謀によるものである、財務省が日本政財界を牛耳っているとするもの。この説の主張者である経済学者の森永卓郎は、財務省の財政規律派の主張は経済学的には成り立たず、もはやカルト宗教に近い「ザイム真理教」であり、それが日本の政財界を縛っていると論じた。森永の主張を信じた人々が森永の遺影を掲げて財務省前で「財務省解体デモ」を行うなど、陰謀論的な動きが生じたが、元財務官僚の片山さつきは「財務省には予算編成時の査定などでそれなりの力はあるが、（森永が言うほど）絶対的な権力は持っていない」と森永の説を否定している。このデモを報じた毎日新聞の記事では、作家橘玲の見解として「財務省に対しては物価高や天下り問題などで人々の不平不満が相当あり、そういう不満を元に小さな物語（財務省陰謀論）が作り上げられていった」としている。

## 科学技術に関する陰謀論

### ベリチップ陰謀説
人間の右手にベリチップを埋め込む計画があるという陰謀説。右手に埋め込んだベリチップによって脳波をコントロールするのが目的とされる。このような考えを唱える者によると、既に家畜やペットなどへの埋め込み技術は完成しているという。
ロックフェラーが国民にベリチップを埋め込んで自分の脳波に同化させる計画を立てていたとされる。ベリチップを埋め込む場所としては右手の親指と人差し指の間とする説と、右手の薬指と小指の間という説がある。ベリチップや水道水フッ化物添加は新世界秩序に逆らいにくくするために行われるとされる。

### 水道水フッ化物添加についての陰謀論

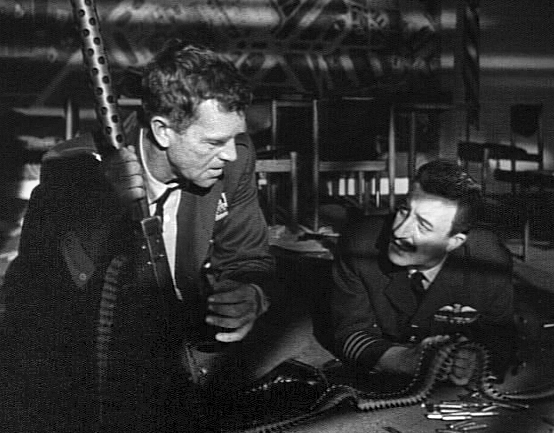
1964年の映画『博士の異常な愛情』で、登場人物のリッパー将軍は、フッ素入りの水でアメリカ国民の「貴重な体液」を「枯渇させ、汚す」という共産主義者の陰謀を阻止するために核戦争を始める

水道水フッ化物添加とは、フッ素の化合物（フッ化物）を上水道中に添加し、多数の住民を対象として虫歯を予防する手法。北アメリカとオーストラリアでは、多くの自治体が安価な費用で効果を期待できるとの考えにより、水道水へのフッ化物添加を実施している。陰謀論は、1950年代に生じた水道水フッ化物添加は、共産主義者によるアメリカ国民を弱体化させるための陰謀であるという論説や、1970年代に生じた（アルミニウム精錬にともなう産業廃棄物としてのフッ化物の処理に関連する）アルミニウム産業と特定の財団・家系との利害関係の絡んだ陰謀である、という論説などがある。

### HAARP陰謀説
高周波活性オーロラ調査プログラム（HAARP）はオーロラ観測システムではなく、気象兵器であるとする陰謀説。彼らによると近頃の異常気象とされるものはこのHAARPによって引き起こされたものであるとしている。ニコラ・テスラによる電磁波の研究が元になったとされる。ニコラ・テスラは暗殺されたという説を唱える人もいる。地震や異常気象は自然現象に見せかけることができるので、アメリカ政府が他国政府（日本政府も含む）を恫喝するのに使われていると主張される。

### ケムトレイル陰謀説

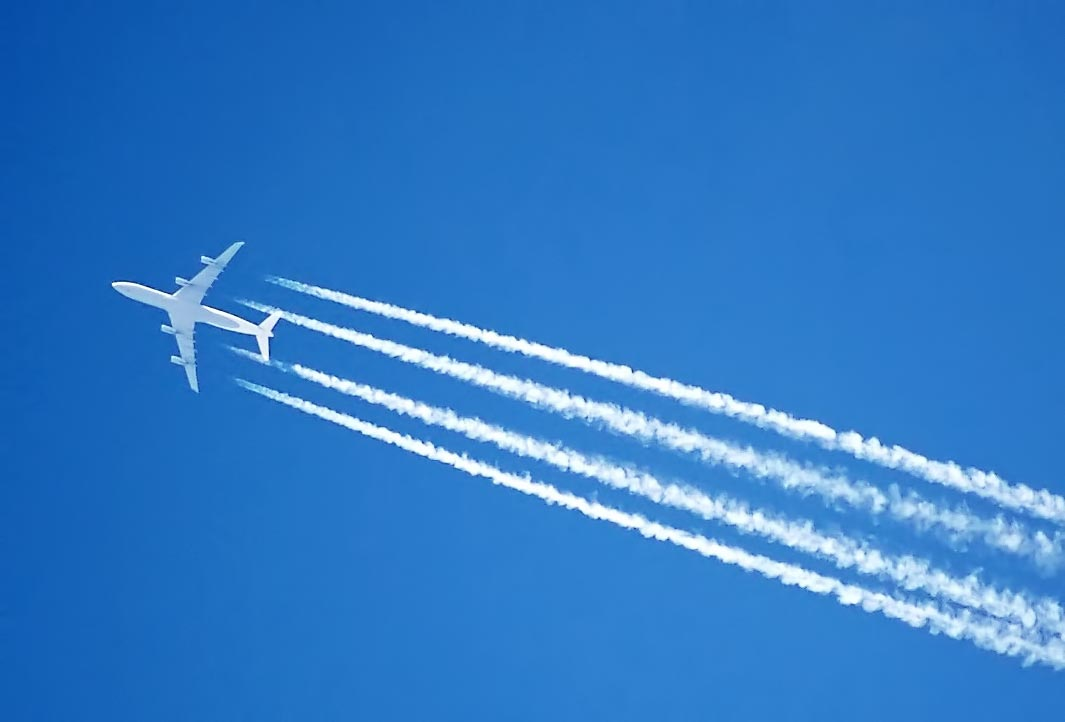
高空を飛ぶジェット機のエンジンが結露した跡を残す（飛行機雲）

飛行機雲を、政府などの支配者がこっそりと有毒な化学物質を散布している「ケムトレイル」だと考える陰謀論。ケムトレイルとは「ケミカル」（化学物質）と「トレイル」（痕跡）をかけ合わせた言葉であり、人類削減計画の一環とされることが多い。1990年から続いている陰謀説であり、2020年代には、人類削減の他に病原体の拡散、マインドコントロール、新世界秩序の確立が目的であるとする派生形も現れている。

### 地球温暖化陰謀説
地球温暖化陰謀説は、地球温暖化は実際には存在せず、「国連や政府、企業が利権のためにデマを流している」などと主張し、二酸化炭素増加による地球温暖化を否定する説である。こうした主張は、SNSや一部の団体・インフルエンサーなどを通じて拡散されているが、科学的コンセンサスや主要な公的機関は、人間活動による温室効果ガスの排出が地球温暖化の主な原因であると明言している。
陰謀説の例としては、アメリカの上院議員ジェームズ・インホフは2006年、京都議定書を支持するフランスのジャック・シラク大統領らが「世界政府」を樹立しようとしている主張し、「フランス人がアメリカの政策を決めるのか」と発言した例がある。また気象学者のウィリアム・グレイも同年、地球温暖化の科学的コンセンサスは、世界政府の実現を目指す政治家や環境保護団体によって推進されたものであると述べ、その目的は「政治的影響力を行使し、世界政府を導入し、人々を支配することにある」と主張した。他にも、「地球温暖化の脅威は原子力発電を推進するための口実である」、「再生可能エネルギー企業に投資している関係者が温暖化が虚構と証明されると損失を被るため、環境団体が気候科学者に賄賂を渡してデータを改ざんさせている」といった説も存在する。ドナルド・トランプは、気候変動の危険性を警告する科学者たちには「政治的意図」があると批判し、気候変動は「でっち上げ」だと発言していた。

### DES陰謀説
アメリカの公式暗号であったData Encryption Standard（DES）について、IBMが開発したプロトタイプに対してアメリカ国家安全保障局（NSA）が変更を加えたことから、NSAが自組織のみに解読可能なトラップをつけているという主張がなされた。当初IBMもNSAもそのことについてコメントを出していなかった。
後に、差分解読法が開発されたが、差分解読法はDESの解読には結びつかなかった。これに対して、DESの開発者であるドン・コッパースミス（en:Don Coppersmith）は、開発時点でNSAは差分解読法について既知であり、NSAによる変更は差分解読法に対して耐性を持つように意図されたものであると主張した。
後に開発されたAdvanced Encryption Standard（AES）ではそのような疑念が起こらないよう、暗号アルゴリズムは公募され、その選定は公開の場で討論された。また、設計者はその設計の理由を設計書に記述することが求められた。

### 電磁波攻撃
電磁波攻撃とは、悪意ある行為者（多くは政府機関や犯罪組織）が電磁放射線（マイクロ波聴覚効果など）やレーダー、監視技術を使って音や考えを人の頭の中に吹き込み（思考吹入）、人の体に影響を与え、嫌がらせをするという陰謀論である。これを体験したと主張する人は、自らを「標的にされた個人（TI）」と呼び、同じ考えを持つ人々によって形成されたSNSのオンライン コミュニティに属している。
5G関連
近年研究が重ねられている第5世代移動通信システム（5G）により新型コロナウイルス感染症の流行 (2019年-)が引き起こされたと主張される。これにより、電波施設への放火が発生した事例もある。

### ゼネラルモーターズによる路面電車廃止陰謀説
ゼネラルモーターズ、ファイアストン、シェブロン、フィリップス石油（Phillips Petroleum Company、後のコノコフィリップス）などによって設立されたナショナル・シティ・ラインズ社（NCL: National City Lines）によって20世紀中ごろにアメリカ合衆国中の路面電車網が買収され、廃止されてバスに置き換えられたとする陰謀論。

## 自然災害に関する陰謀論

### 人工地震に関する陰謀論
人工地震説は、大きな地震が発生するたびに拡散される陰謀論である。日本だけでなく世界各地で見られ、2023年のトルコ・シリア地震でも、HAARPが関与しているという主張がSNS上で多言語にわたって広がった。
日本では様々な大地震に関して人工地震説が唱えられてきた。1944年の昭和東南海地震では、B-29から投下された宣伝ビラに「地震の次は何をお見舞いしましょうか」と書かれていたという証言があるが、これは実際には心理戦工作の一環だった。1995年の阪神・淡路大震災では、オウム真理教が地震兵器による攻撃だと主張した。2011年の東日本大震災では、掘削船「ちきゅう」がプレート地点に核兵器を設置し、起爆後に巨大地震を誘発させたという説が広まった。しかし、「ちきゅう」は地震発生時刻には青森県の八戸港で小学生の見学を受け入れており、震源地付近を航行していない。また「ちきゅう」のドリルパイプの直径は14cmしかなく、核兵器を設置することは物理的に不可能である上に、最大掘削深度も7500mで震源の深さ24kmには全く届かない。東日本大震災に関しては、「中国による対日地震兵器」や「菅直人政権の自作自演」といった様々なバリエーションの陰謀論も存在した。2024年1月の能登半島地震においても人工地震説が拡散された。
地球科学の専門用語では、「人工地震」は「火薬の爆発などを利用して人工的に発生させた地震（振動）」を指し、地殻やマントルを調べる際にその振動から内部を推測するために用いられる科学的な手法である。しかし、これらの人工的な振動は震度が浅く、深い場所からの強い揺れを引き起こすことはできない。核爆発が地震を引き起こす可能性についての議論も、科学的な観点から否定されている。

### 山火事に関する陰謀論
国内外で大規模な山火事が発生するたびに、「指向性エネルギー兵器（DEW）による攻撃」や「スマートシティ化を目的とした計画的放火」といった陰謀論が繰り返し拡散されている。しかし、これらの主張には科学的根拠がなく、実際の原因としては焚き火や野焼きなどが多いことがわかっている。
2025年、岩手県大船渡市の火災では、国が推進するデジタル田園都市構想と結びつけ「土地収用を目的とした放火」とする陰謀論がSNSで拡散された。同様の説は2023年のハワイ・マウイ島火災でも確認され、被災地の再開発計画を狙った陰謀とされた。また、2025年のロサンゼルス火災では「民主党関与説」、韓国・慶尚南道の山火事では政権批判と結びつくなど、地域ごとの政治状況を反映したバリエーションも見られる。
これらの陰謀論には加工映像や文脈を無視した画像が多用される。2025年のロサンゼルス火災では、焼失建物と無傷の樹木を対比させた画像が「標的攻撃の証拠」として拡散されたが、専門家はユーカリなど特定樹種の耐火性や局所的な気象条件で説明可能と反論している。2018年のチリ変電所爆発動画が2025年マウイ島火災の映像として再流通するなど、時空間を超えた映像流用も確認されている。
メタ社によるファクトチェックプログラム縮小はSNS上での誤情報拡散を助長する可能性が懸念されており、山火事に関する陰謀論の広まりにも影響を与えたとされる。大船渡市ではSNS上で拡散された陰謀論に対し被災者から憤りや困惑の声が上がり、「誤情報が被災者に二次的苦痛を与えるリスク」が問題視されている。2025年3月、韓国では大統領室が山火事に関する陰謀論を「虚偽の主張」と非難し、法的措置を検討すると発表した。

## 金融・貨幣・株価に関する陰謀論

### 中央銀行陰謀説
各国の中央銀行は公的機関を装っているが、実際には民間企業であり、通貨発行益で儲けているとする陰謀説。例えば1万円札の原価は20円程度であり、残りの9980円が通貨発行益に当たるとし、イングランド銀行、日本銀行、連邦準備銀行、欧州中央銀行などが主題にされる。これは設立の根拠となる法律の問題ではなく、あくまでも経営の実態が株式会社であることを強調する。中央銀行の起源は古代バビロニアまでさかのぼることができるとする。
日本銀行陰謀説
日本銀行は日本政府が55%にあたる持分（券面額5500万円）を持ち、その他45%（券面額4500万円）を政府以外が保有している。陰謀論者は日銀設立の際にロスチャイルドが深く関わっており、ロスチャイルドがその45%のうち30数%の持分を持っていると主張、日銀にはロスチャイルドにちなんで五本の矢が描かれている扉があるとする。なお、日本銀行の出資証券については、株式と異なり、その権利は券面額の5%を上限とする配当金を受け取る権利を有する他、経営に関しては一切の議決権を有さないことが日本銀行法に定められており、出資証券を何%有していようと、日本銀行の経営に関与することはできない。
日本銀行からFRBに職員が数多く出向しており、かなり大きな影響を受けている（これは事実であるが）ことが陰謀組織の存在を裏付けているとする(ただし設立は日本銀行の方が古い。設立に関する歴史的経緯については日本銀行、連邦準備制度、中央銀行の各項目参照）。
連邦準備制度陰謀説
連邦準備制度理事会(FRB)についての陰謀説。
発行した紙幣は手形であり、その手形に対する割引料がFRBを構成する各準備銀行の主要な収益源であり、準備銀行の株を保有する投資家に配当として支払われる。そして、連銀は外部監査されない。以上は事実であるが、よって、国民からお金を吸い取るために作られたとされる部分が、陰謀説といわれる。ロックフェラーやモルガンなどによるジキル島（ジョージア州にある島）での密談によって設立が計画されたとされる。なお、現金を「金(GOLD)」と見なした場合、歴史的に中央銀行はきわめて効率的に市中からGOLDを“吸い取り”、紙幣に交換し、ニクソンショック以降は完全に不換紙幣としたことで歴史的に採掘された総量の約25%弱が世界の中央銀行の金庫に備蓄されている状況にある。
連邦準備制度に反対したアメリカ大統領にはリンカーンやケネディがいるが暗殺されている。また、ロン・ポールも連邦準備制度に反対している。中丸薫などによれば、株式数と比率は
アメリカの12の地区連邦準備銀行
- 第一地区 ボストン連邦準備銀行 140万株 3.8%
- 第二地区 ニューヨーク連邦準備銀行 996万株 27.2%
- 第三地区 フィラデルフィア連邦準備銀行 151万株 4.1%
- 第四地区 クリーブランド連邦準備銀行 247万株 6.8%
- 第五地区 リッチモンド連邦準備銀行 292万株 8.0%
- 第六地区 アトランタ連邦準備銀行 341万株 9.3%
- 第七地区 シカゴ連邦準備銀行 414万株 11.3%
- 第八地区 セントルイス連邦準備銀行 85万株 2.1%
- 第九地区 ミネアポリス連邦準備銀行 98万株 2.7%
- 第十地区 カンザスシティ連邦準備銀行 137万株 3.7%
- 第十一地区 ダラス連邦準備銀行 248万株6.8%
- 第十二地区 サンフランシスコ連邦準備銀行 508万株 13.9%

第二地区ニューヨーク連邦準備銀行が全体の27.2%の株式を持っており、実質的に連邦準備制度全体を支配している。さらにここをアメリカ東部エスタブリッシュメントが支配しているとされる。
ニューヨーク連邦準備銀行株の大株主株式保有比率は
- Chase Manhattan Corp.(Chemical+Chase) 32.35%
- Citibank,N.A. 20.51%
- Morgan Guarantry Trust Co. 8.87%
- Bankers Trust Company 4.86%
- Republic National Bank of N.Y. 4.60%
- Bank of New York 4.46%
- Marine Midland Bank 4.15%
- National West Minster Bank USA. 2.94%
- Midlantic National Bank 2.76%
- United Jersey Bank 0.58%
- Key Bank USA.N.A. 0.08%

JPモルガン・チェース、シティバンク、エヌ・エイがよく挙げられる。

### 世界大恐慌陰謀説
世界大恐慌は連邦準備制度によって意図的に起こされたという陰謀説。通貨発行量を意図的に増やし好景気にし、一気に減少させ世界大恐慌を引き起こしたとされる。

### 電子マネー陰謀説
電子マネーを普及させ、ある程度普及したところで貨幣を全廃し、電子マネーのみとすることで新世界秩序にとって都合の悪い人物の電子マネーの使用を停止させることによって餓死させるという内容。EdyやSuica、WebMoneyなどや株券の完全電子化がその準備とされている。この説の主唱者にはジョン・コールマンなどがいる。

### 新NISA陰謀説
新NISAには、何かしら裏の狙いがあるのではないか、政府の陰謀なのではないか、国民をはめ込んで財産を搾取するのではないかとする陰謀論。
女優の小倉優子が唱えた陰謀論である。
小倉によれば、「国が推しているものにいいものがあるのかって。何か裏があるんじゃないか」としている。リーマン・ショックで「痛い目」に遭い、株式投資を警戒しているという。
なお、新NISAはあくまでも「長期・積立・分散」の観点での投資を想定した制度設計であるため、短期的な値動きによって本陰謀論を肯定するのは陰謀論の真偽以前の誤謬である。金融庁は、1989年以降に株式と債券に積立投資を続けて20年間保有した場合、元本割れのケースは皆無だったとシミュレートしている。またバブル崩壊直前から積立投資を始めたとしても、2013年には元本を取り戻しプラス転換している。

## 社会制度に関する陰謀論

### ノーベル賞陰謀論
ノーベル賞制度に深謀があるとされる陰謀説、主な論者は副島隆彦、水島総、太田龍、日下公人。
ノーベル賞は「エスタブリッシュメントの世界経済コントロール政策提案に対する報償」と「反西欧エスタブリッシュメントの人間を権力側に取り込むための装置」と「特定の国家への世論操作や人為的な世論誘導」としての目的で機能しているとされる。
なお、陰謀論の範疇とまでは言い難いが、伊東乾は、ノーベル賞の授与は自然科学・人文科学を問わず、純粋な業績評価だけでなく、その時代の政治的・社会的環境の影響を強く受けると主張する。たとえば冷戦時代には、西側諸国に有利な形で受賞者が選ばれる傾向が見られた。また、平和賞や文学賞では、人権や民主主義といった国際的関心が授賞に反映されることが多い。こうした点から、伊東はノーベル賞を「知のオリンピック」ではなく、「時代の価値観を象徴する舞台」と捉え、授賞が必ずしも中立的・普遍的価値に基づくものではないと指摘している。

### オーストラリア政府 米国企業説
オーストラリア政府はアメリカ合衆国連邦政府の管理下のアメリカ企業という陰謀論。また米国証券取引委員会（アメリカ合衆国連邦政府の正式な監視下）にて、オーストラリア政府及び領土がアメリカ合衆国国内の証券として20年以上に渡って現在も登録されているという不可思議な出来事も事実であるが、オーストラリア政府による声明はない。

### ヒト型爬虫類陰謀論

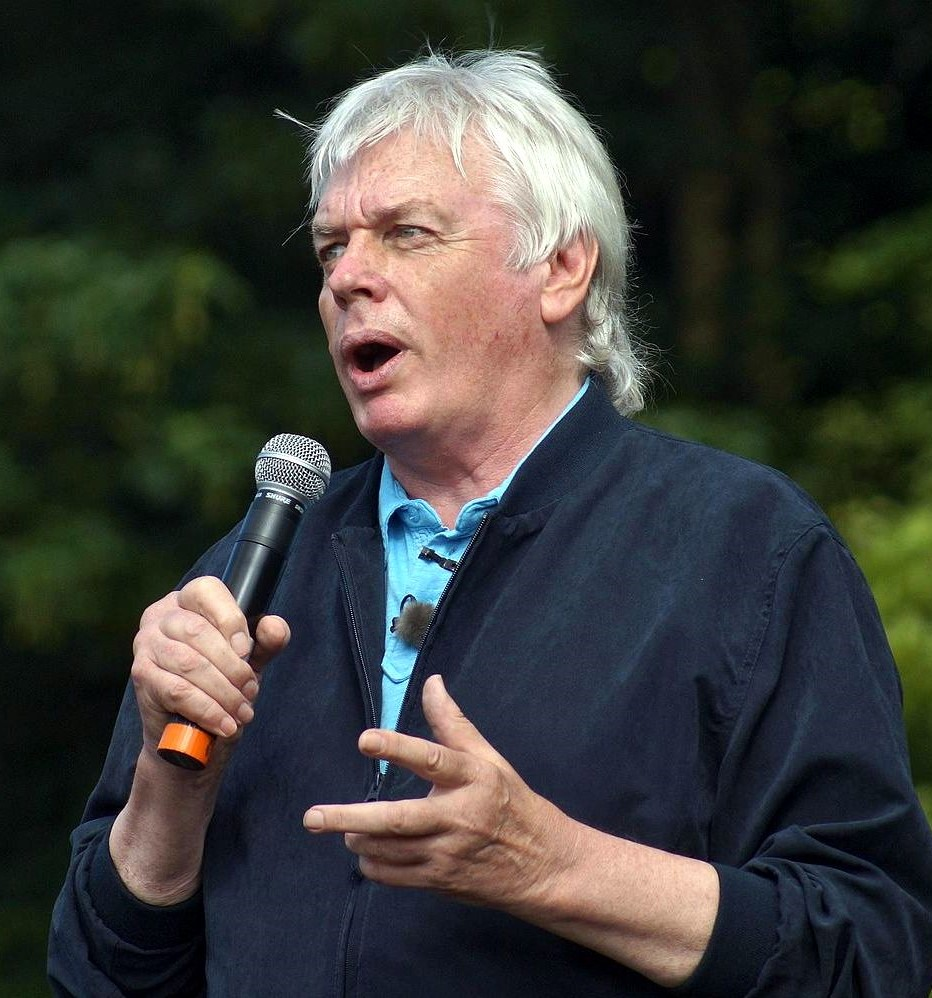
イギリスの陰謀論者、デイビッド・アイク

レプティリアン・ヒューマノイドと呼ばれる地球に棲みついた異星人の子孫であるヒト型爬虫類が、世界各国の指導者となり人類を支配していると主張する陰謀論。主な提唱者はデイビッド・アイク。
反ワクチン団体の神真都Qは、警察は「爬虫類型宇宙人（悪い宇宙人）」であり、「ゴムマスクで人間に化けているので、松脂で退治できる」と教え、警察を呼ばれたときに松脂を差し出したことがある。

### 特権階級存在説
日本において上級国民と呼ばれる特権階級が存在するという陰謀論。池袋暴走事故の加害者（飯塚幸三）が逮捕されなかった理由として大いに流布された。飯塚が裁判で禁錮5年を言い渡され、収監されている例を持ち出すまでもなく、法の下の平等が謳われている日本において、実際にはこのような特権階級は存在しない。

## 歴史上の出来事に関する陰謀論
戦争に関する陰謀論については後述

### 九州王朝隠蔽説
上代の日本には九州に王朝が存在し、こちらが中国の史書に登場する倭国として日本を支配し、記紀（古事記や日本書紀）に書かれている事柄も多くは九州王朝での出来事だったが飛鳥時代後期に畿内の地方豪族（後の天武天皇）が反乱を起こして九州王朝を攻め滅ぼして王位を簒奪した上で歴史から抹消し、さらに九州王朝の歴史書を剽窃する形で記紀を編纂することで畿内の王権がさも最初から大王として支配していたかのように歴史を捏造したという説。古田武彦ら陰謀論者が主張し昭和の一時期には一世を風靡した。

### 藤原広嗣の乱陰謀説
藤原広嗣の乱は九州王朝の末裔である筑紫公家の陰謀とする説。古賀達也が主張。

### 冷戦やらせ説
冷戦がやらせであるという陰謀説。ロックフェラーがソビエト連邦を支援した。この論説によれば、独占資本主義と共産主義は、ロックフェラーによる、地域文化を考慮した市場の独占を目的とした戦略である。

## 暗殺に関する陰謀説

### ケネディ一族の暗殺・死亡・スキャンダルについての陰謀説

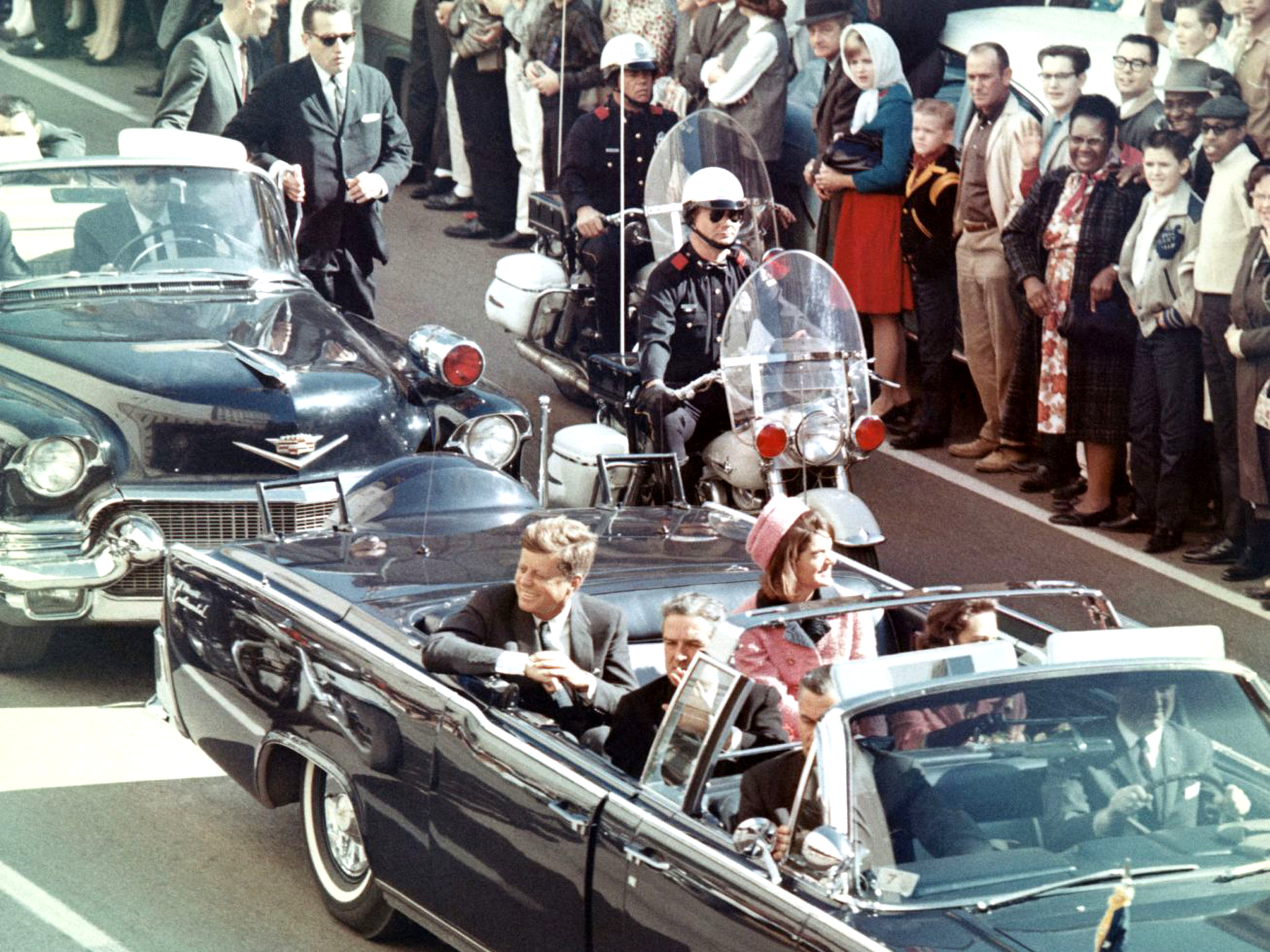
大統領専用車に乗るジョン・F・ケネディ（暗殺される数分前）

ジョン・F・ケネディ暗殺事件
ジョン・F・ケネディ大統領の暗殺については、公式にはオズワルドの単独犯行とされている。しかし、オズワルドによる単独犯説に対する多くの疑義が唱えられ、陰謀説がかなり広く唱えられている。
ロバート・ケネディ暗殺事件
ロバート・ケネディ上院議員の暗殺については、公式にはロバートがイスラエルを明確に支持したことに怒ったサーハン・ベシャラ・サーハンによる単独犯行とされている。しかし、兄の暗殺事件と絡めて陰謀説が語られることが多い。
チャパキディック事件
ケネディ兄弟の四男であるエドワード・ケネディ上院議員が、飲酒運転で海に車を転落させ、同乗者であったマリー・ジョー・コペクニを放置してそ知らぬふりをして死亡させた事件。有力な将来の大統領候補であったエドワードのスキャンダルは、大統領選出馬を阻止するための陰謀と語られることもある。
ジョン・F・ケネディ・Jr暗殺説
ジョン・フィッツジェラルド・ケネディ・ジュニアが死亡した飛行機事故が、実は彼を暗殺するための人為的なものとする説。

### ダイアナ元英国皇太子妃暗殺疑惑
イギリスのウィリアム王子の母であるダイアナ元皇太子妃の交通事故死は、彼女がアラブ人であるドディ・アルファイドと再婚するために改宗し、将来のイギリス国王の母親がイスラム教徒となる不名誉（及び国家機密の漏洩など）を未然に防ごうとしたイギリス情報局秘密情報部による暗殺であるとする説。アラブ世界を中心に流布されたが、イギリス国内でも信じている者は多いとの世論調査結果があり、現在も事故原因について調査が続けられている。漫画『ゴルゴ13』には、この陰謀説を題材にした話が存在する。

### トランプ銃撃事件に関する陰謀論
2024年7月13日、選挙集会でのトランプ前大統領の暗殺未遂事件後、SNS上で「トランプによる自作自演説」「バイデン陣営による攻撃説」など様々な陰謀論が飛び交った。

### 足利義満暗殺
室町幕府三代将軍足利義満は朝廷をも超える権勢をふるい、皇族に準じる准后の地位を得て明から「日本国王」と公認され、当時の知識人から「日本国王とは以ての外だ」「明の臣下になるのは屈辱外交だ」と大いに批判されたが意に介せず、太政大臣に就任して朝廷の実権を握り、愛児義嗣の元服を親王の例に倣い行った直後に急死した。
その振る舞いとタイミングと急死から、義満に皇位簒奪の意図があり、それを阻止するために暗殺されたとの説がある。
暗殺はともかく、義満の皇位簒奪の意図については歴史学的にも可能性が示唆されており、古くは歴史学者田中義成が主張している。今谷明の足利義満研究で近年一般にも知られるようになった。それらの歴史学の研究を元に歴史作家の井沢元彦が「義満は世阿弥に暗殺されたのではないか」と主張した。

### 本能寺の変
本能寺の変の裏に黒幕がいて明智光秀を嗾かしたとする説。詳細は本能寺の変の項目の「主犯存在説・黒幕存在説」参照。明智光秀の謀反を支持したことが明らかになっている各地の国衆（小さい地侍）や長宗我部元親のような大名はいるものの、黒幕と言えるほどの存在は立証されていない。

### 宇都宮城釣天井事件
宇都宮藩主本多正純が将軍秀忠の日光参詣の帰りに、秀忠暗殺を企てたとして改易流罪になった事件。結局、暗殺計画の証拠は出なかったが、家康の側近であった正純を失脚させるために秀忠や幕閣が巡らせた陰謀とみなされている。

### 天皇すり替え説
孝明天皇が忍者・伊藤博文に暗殺され、鳥羽・伏見の戦い後に長州が朝敵になるから明治維新のとき明治天皇がすりかえられたとする陰謀説。鹿島曻が唱えたものが有名である。
この説では岩倉具視が長州藩を御所に招きいれ、人斬りとして有名だった忍者・伊藤博文は明治維新への障害である孝明天皇と皇位継承者であった睦仁親王を暗殺し、睦仁親王（明治天皇）を南朝の子孫である大室寅之祐にすりかえたという。
実際には孝明天皇崩御時の長州藩は朝敵であり、御所はおろか京都にすら入れる状況でなく、岩倉具視も謹慎中で御所に参内できる立場ではなかった。
この説の主張者は、長州藩が出雲族の流れにあたるとし、長州藩は忍者国家（諜報国家）であった、長州藩主が上忍、吉田松陰は中忍、伊藤は下忍であったと主張している。
この説ではグラバーが元勲たちを明治維新へ後押しした、とされる。この説においてはグラバーはサッスーン（en:Albert Abdullah David Sassoon）の部下であるとされ、サッスーンはロスチャイルドのインド・中国にかけての極東代理人とされている。元勲たちは大日本帝国憲法を作るにあたってロスチャイルドのもとに留学しているとする。日露戦争で日本が勝利できたのは、ロスチャイルドと深いつながりのあるジェイコブ・シフが起債に協力したおかげであるという見解もある。ロスチャイルドとシフはライバル関係にあったとする説もある。
この説の根拠としては
1. 14代将軍徳川家茂と孝明天皇が一年違いで死亡していること
2. 北朝の系統である明治天皇が南朝を正統と認めたこと。ただし正統と認められたのは三種の神器を所持していた後亀山天皇まで。南朝の後亀山天皇から神器を譲られた、北朝の後小松天皇以降は北朝が正統である。南北朝正閏問題を参照。
3. 天皇は明治天皇以降、ガーター勲章を受けている（ガーター勲章のStranger Knights and Ladiesは、通常外国の国家元首に贈られる勲章であり、イギリス国王も代々大勲位菊花章頸飾を天皇から受けている）。
4. 大室寅之祐の弟大室庄吉の子孫は現在「大室天皇」を名乗っている。

などをあげている。
さらに、もう一つの説として、15代将軍の徳川慶喜によって暗殺されたという説がある。当時、兵庫開港要求事件に直面していた慶喜は、朝廷に対して兵庫開港の勅令を求めるも反対派である孝明天皇から二度も却下されていた。その一方で、兵庫開港を迫る列強はついに武力開港を示唆するようになり危機が高まっていた。これにより板挟みになった慶喜は、下関戦争の二の舞だけは避けようと考え、御所の警備を担当させていた松平容保に命じて密かに孝明天皇を暗殺した。反対急先鋒の孝明天皇が消えたため朝廷も態度を軟化、兵庫開港の勅令を発することになり、慶喜はなんとか兵庫開港に漕ぎ着けたという。
孝明天皇の命令により徳川慶喜等が明治天皇を箕作奎吾にすり替えたとする水原紫織の説もバリエーションとして存在する。

#### 田布施システム陰謀説
前述の天皇すり替え説から発展した陰謀説。明治天皇の替え玉として長州藩が用意したとされる大室寅之祐が田布施村（当時）出身であり、また田布施町が小さな田舎町であるにもかかわらず2名の総理大臣（岸信介と佐藤栄作）を輩出していることを理由に、明治天皇のすり替え以来田布施町とその周辺の出身者や関係者が日本の権力構造を牛耳っているとする説で、その背後には朝鮮人やユダヤ金融資本が関わっていると主張される。安田浩一によると、この陰謀説は右派・左派問わず一定程度受容されており、右派は日本における「朝鮮人支配」の根拠として、左派は自民党による「独裁」の根拠としてそれぞれこの陰謀説を持ち出しているとされる。

### 板垣退助岐阜暗殺死説
「板垣退助明治15年死亡説」とも呼ばれる。明治の元勲・板垣退助は1882年（明治15年）4月6日の岐阜遭難事件の際、「板垣死すとも自由は死せず」の言葉を残して46歳で暗殺されており、その後、自由民権運動を行い83歳で亡くなった板垣退助は別人の入れ替わりであるとするもの。岐阜事件の直後、後藤象二郎が板垣の追悼演説を行ったことなどを論拠にあげる場合がある。そのため、陰謀論者は板垣が最期に演説した場所を、岐阜県厚見郡富茂登村の神道中教院門前（現・岐阜県岐阜市千畳敷下257番地・岐阜公園）とする。
岐阜遭難事件当時、板垣は髭を生やしておらず、在欧中の1883年（明治16年）1月、パリで髭を生やすようになったが、帰国を出迎えた人が（髭の生えた板垣を見て）誰か分からなかったと証言している。陰謀論者は、髭を生やした理由を人相を隠すためとしている。史実としては、板垣退助を標的とした暗殺未遂事件は6回あり、岐阜遭難事件はその3回目に過ぎず、岐阜でも亡くなっていない。
この陰謀説から派生した説としては、「板垣死すとも自由は死せず」と実際に言ったのは、亡くなった方の板垣退助(A)で、髭を生やした板垣退助(B)の方ではない（あるいその逆）とするものや、上級国民で有名芸能人（YouTuber）の先祖が、この替え玉の板垣退助であるとするものがある。
これら派生の陰謀説の中には「板垣死すとも自由は死せず」と言ったものは、板垣の同志（または側近）であり板垣自身ではないとするものもある。しかし、これは全く根拠のない話で、実際には事件当日、板垣を見張る政府の密偵（岡本都與吉ら）複数名が一部始終を目撃しており、それらの報告書によって、「①板垣自身が発した言葉である」こと、「②すり替えなどの事実がなかったこと」が学術的に証明されている。

## 迫害に関する陰謀説

### 明治維新時の江戸っ子虐殺説
江戸しぐさの伝承者である真の江戸っ子が明治維新の江戸開城時にほとんど虐殺され、真の江戸時代史は失わされたという陰謀説。江戸しぐさの提唱者たちや、池田整治らが唱えている。
彼らの主張によると、通説の江戸開城では無血開城だったとされているが、これは新政府による虚偽であるという。
「江戸しぐさ」の体現者たちは、新政府軍の武士たちに老若男女にかかわらず、判明した時点で斬り殺され、ソンミ村事件に匹敵するほどの血が流れた。維新以降もこの殺戮は続いていたという。この虐殺は「ヤマトごころ」を持つ江戸しぐさのネットワークを恐れた世界金融支配者の指令を受けた薩長勢力によるものであった。また、この時、以下のことが行われ、江戸の文化は完全に滅んだ。
- 自由民主化の先駆である浮世絵絵師の歌川派の禁止。[116]
- 「今後200年間江戸の江の字も出すことはまかりならぬ」と箝口令が敷かれ、江戸を語ることを禁止された。[117]
- 江戸時代の町人の古文書は全て自発的に焼却された。
- 江戸しぐさは抹殺された。
- 現在伝わっている江戸時代の歴史は勝者による虚偽の歴史である。

わずかに逃げ延びた江戸っ子たちは隠れ江戸っ子として地方に移り住んだ。東海林太郎などは隠れ江戸っ子である。その内の一人、芝三光だけが真の江戸っ子に伝えられた「江戸しぐさ」を伝承している。

### 日本の世界征服計画
戦前・戦中に日本が中国を手始めに世界征服をたくらんでいたとする陰謀論。
関東軍参謀・石原莞爾は、日本は東洋の文明の中心となり、欧米の文明の中心となるアメリカと最終戦争を行うことになるとし、そのための準備の必要性があるとする「世界最終戦論」を有していた。石原はこのイデオロギーに基づいて柳条湖事件を起こした。
また、田中義一が田中上奏文で天皇に対し世界征服意図を露わに提言したとする陰謀論が中国の宣伝もあり世界的に広く流布した。1927年、当時の田中義一首相が東方会議最終日に出した「対支政策綱領」は満州に対する野心を見せたものではないかと発表当時でさえ現地政府側から反発を受けたが、その後、田中上奏文が世上に現れ流布、さらに現実のほうが恰も陰謀論をなぞるかのように既に進展中でその後も進展し続けたことから、実際にそのような陰謀あるいはそのモデルとなるものが日本の朝野で共有されているのではないかと疑う者も多かった。そのため、現在でも大韓民国、朝鮮民主主義人民共和国、アメリカ合衆国、中華人民共和国、ロシアなどの研究者の一部では信じられているという見方がある。後に企画院総裁となった鈴木貞一は、軍官僚であった時期に積極的な満蒙進出策を練り、田中義一内閣の実質的な外相となった森恪や吉田茂と相談して国策として容れさせようとしたと語っており、この案が田中上奏文や「対支政策綱領」のもとになっているとの説もある（参考：田中上奏文#鈴木貞一説）。日本側では、宮中を含めた為政者・軍らの一部にでも田中上奏文にあたるようなものが共有されていなかったかどうかの肝腎な点については、単に田中上奏文が上奏文としては偽書であることをもって、恰も一蹴されたことでもあるかのように無視する者も多い。
ポツダム宣言第6条には、「日本国民を欺いて世界征服に乗り出すという過ちを犯させた勢力を除去する」と、世界としてどこまで範囲を想定しているのか明確ではないが、明記されている。昭和天皇は太平洋戦争での日本の降伏において、このポツダム宣言を受諾した。それまで、民間あるいは私的にではあったが軍人らの間で、恰も日本が天皇のもと諸外国を支配下に置くことを主張あるいは当然視するかのような言説が流布、それに当たって「八紘一宇」といったテーゼがしばしば用いられていた。天皇は、連合国軍最高司令官総司令部（GHQ）による占領中にいわゆる人間宣言を出し、そのなかで天皇は、「朕ト爾（なんぢ）等国民トノ間ノ紐帯（ちゅうたい）ハ、終始相互ノ信頼ト敬愛トニ依リテ結バレ、単ナル神話ト伝説トニ依リテ生ゼルモノニ非ズ。天皇ヲ以テ現御神（あきつみかみ）トシ、且（かつ）日本国民ヲ以テ他ノ民族ニ優越セル民族ニシテ、延（ひいて）テ世界ヲ支配スベキ運命ヲ有ストノ架空ナル観念ニ基クモノニモ非ズ」とし、天皇による世界の支配を否定した。
19世紀頃から欧米人の間には、中国ないし日本がその膨大な人口と高度な文明によって欧米に匹敵する武力を持ち、やがて欧米あるいは世界を征服するのではないかという説が人口に膾炙し、不安・恐怖心が煽られていた。黄禍論も参照。
金鶏学院を設立（1926年）した安岡正篤（1898〜1983）は「日本には天照大神の信仰がある。天照大神とは日本精神を以て世界を光被しようという理想である。」、イザナミ・イザナギの「『いざな』というのはいざなう、換言すれば世界民族の先覚者、先駆者、誘導者となって行こうという理想である」と述べている。

### ナチス陰謀論
ナチス・ドイツの残党らが南米あるいは南極に逃げ延び、現在でもその子孫らが任を継いで勢力を保ち、影響力を保持しているという考え方。これは人気が高く、ノンフィクション仕立ての関連本や、これを題材にしたフィクション（小説『オデッサ・ファイル』、『ブラジルから来た少年』など）が発表されている。この説が唱えられた原因にはアイヒマン事件やアドルフ・ヒトラーの遺体発見を巡る謎、南米に逃げ延びた一部の高官が逃亡先で天寿を全うしたり逮捕されたりしている事実がある。またその派生型として、ナチス・ドイツが第二次世界大戦中にひそかに空飛ぶ円盤を開発しており、南極の基地で戦後もひそかに改良をつづけていて、世界各地で目撃されているのはUFOの正体はナチスの残党だというものがある。

### ホロコースト捏造陰謀説
第二次世界大戦時にナチス・ドイツによって実行されたとするユダヤ人絶滅政策（ホロコースト）の存在が、連合国およびユダヤ人勢力の陰謀により捏造された、もしくは著しく犠牲者数が誇張されており信憑性がないというもの。日本ではユダヤ・ネオコン陰謀論者の宇野正美や後継者の田中宇が好んで繰り返す。こういった論者が根拠として主張する点は以下のようなものが挙げられる。また、ナチス・ドイツがユダヤ人絶滅を考えていたという方が陰謀論である。という主張も存在する。
1. 公文書、ヘルマン・ゲーリングの私信、ハインリヒ・ヒムラーの演説筆記録など、あらゆる文書を調査しても、ホロコーストの指示に関係する文章が発見されていない。
2. アウシュヴィッツ＝ビルケナウ強制収容所の「ガス室」と言われている部屋には、毒ガス注入口および排出換気口が存在するものがない。
3. アウシュヴィッツでは、遺体を処分するための「焼却炉」および、その結果、必ず発生する灰や人骨の存在が確認されない。
4. ガス室殺害の証拠写真とされているものは、発疹チフスなどの伝染病により大量の死亡者が発生したときの死体写真である。
5. 実際に毒ガスで死亡したとされる遺体を確認した証拠は、チャールズ・ラーソン博士による遺体確認結果のみで物証がない。
6. 収容所に収容されていたユダヤ人の中には、「ガス室」を見たことも、聞いたことも無いと、当初、裁判で証言した人間もいたが、彼らは途中から「人からガス室の話を聞いた」と証言内容を変更している。
7. 殺害施設とされる設備の容積と稼働率から最大限で計算しても、殺害者数600万人という数字には全く及ばない。
8. アドルフ・ヒトラーのユダヤ人最終解決とは、ユダヤ人のヨーロッパからの完全追放であり、絶滅ではない。

また『アンネの日記』はアンネ・フランクの手になるものではなく、父オットー・フランクによってアンネ没後に創作されたものである、という主張がされている（アンネの日記#日記の真贋に関する論争の歴史）。学会においては公文書を含む膨大な資料と証言から、ホロコーストの存在自体は実証されたというのがコンセンサスであり、歴史学上の論争は開始時期や正確な犠牲者数などの問題が多い。このためホロコースト否認は、ナチズムの復権や反ユダヤ主義といった動機に基づくものであるとされ、「ナチス（政権下におけるドイツ）の犯罪」を「否定もしくは矮小化」する動きを処罰する法律が施行されている国もある。また、人種差別の助長であるとして処罰される国もある。

### 朝鮮人謀略説
1923年9月1日に発生した関東大震災の直後、朝鮮人が集団で暴動を計画しているとの流言が飛び交い、井戸に毒を投げ込んで日本人を殺そうとしている等の陰謀説が唱えられた。その説を信じた人々が自警団を結成し、無辜の朝鮮人に対して暴力を振るい、殺傷に及ぶ騒動となった。当時の新聞も「不逞鮮人（怪しい朝鮮人）」「犯人は鮮人か」「嫌疑の怪鮮人」といった形容をかぶせた見出しを載せ、不審な事件が起きると「犯人が朝鮮人であるかのように臆測する陰謀説」を根拠なく報じ、多くの悲劇を生んだ。

### 日帝龍脈遮断説
韓国で広まったオカルト色の強い陰謀論。日本植民地時代に朝鮮総督府が風水を利用して龍脈（山脈を通じて良い「運気」が流れ込むと信じられていた）を封じて、朝鮮民族の民族精気が衰退したとされる説。

### 反捕鯨思想および動物権者有色人種差別根源説
反捕鯨勢力が主に欧米の環境保護団体に多いことから、目的は鯨の保護よりも、有色人種の差別に重点がおかれているとする説であり、特に梅崎義人の著書『動物保護運動の虚像 その源流と真の狙い』（1999年）によって広く知られるところとなった。梅崎によると山本七平がこの件を指摘した。実例として、世界自然保護基金（WWF）はアジア人に対する人種差別的な含みを持つコマーシャルを行い、指摘を受けて撤回したことがある。丹野大の社会科学的方法を用いたデータ分析の結果によると、反捕鯨問題には暗黙的日本叩き（Implicit Japan-Bashing）の存在が認められ、米露など自国の捕鯨には比較的寛容だが、諸民族の中でも日本人の捕鯨に最も強く反対しているなどの特徴が見られており、反捕鯨意識を高める要因に、他民族の文化を認めようとしない文化帝国主義、鯨の擬人化、動物権の保護などを挙げている。また、梅崎によれば、捕鯨の国際会議では日本以外に幾つかの捕鯨国が参加しているが、代表団が赤ペンキなどで攻撃されたのは日本代表団だけであったことを指摘している。
1972年にストックホルムで開催された国際連合人間環境会議におけるモラトリアム提案に関して、米国政府にとってはベトナム戦争の非難の矛先をかわすための計算も働いていたのではないかとする見方が、1979年に出版された『戦後世界史の断面 下』の中で朝日新聞編集委員の木原啓吉によってなされており、小松錬平も1986年の著書『ギャング 鯨 サムライ』の中で、「ベトナム戦争と捕鯨」という節の中で詳しい経緯を取り上げている。1994年のジャパンタイムズによると、国際捕鯨委員会(IWC)の元日本代表を務めた米澤邦男も同様の見解を示している。日本学の捕鯨問題の研究者によると、科学的観点からはストックホルム会議は非常に曖昧で、日本の二度の要請にも関わらず、草稿の審議において科学討論が全く行われなかったことを認めており、学者は科学的不確実性とそれに関連した予防原則がIWCの行き詰まりの一因と主張していると指摘し、日本の捕鯨の要因として、食糧安全保障、日本の主権、水産庁の政治力を挙げ、水産庁に官職・予算・政治力を保持できるように代替の権威を与えることが捕鯨問題の解決に有効だと提案している。
水産庁擁護サイドのそうした主張の一方、梅崎の国連人間環境会議におけるキッシンジャー関与説の元となる、アメリカ政府によるベトナム戦争の批判をかわす目的があったという点に関して、真田康弘「米国捕鯨政策の転換：国際捕鯨委員会での規制状況及び米国内における鯨類等保護政策の展開を絡めて」において、資料を精査した結果、議会や行政部内の動きから誤りであると結論付けている。また、真田は梅崎の『動物保護運動の虚像』において一次資料を見つけていない事実をも指摘している。動物権者が反有色人種的な思想をもって活動している例として、梅崎は動物権者でグリーンピースの活動家 デクスター・ケイトによる壱岐のイルカの網の切断事件を書籍で例に挙げているが、この事件を取材した川端裕人の書籍『イルカとぼくらの微妙な関係』においては、デクスター・ケイトは当初、イルカの漁業被害に対する漁民の補償案などを携えて、事態を好転させる目的で来ていたという。また、オーストラリア政府は日本の調査捕鯨に対する反捕鯨政策の主張として、ホエールウォッチングによる経済効果が年間で約150万人の観光客を集め、2億2500万ドル（約265億円）の経済効果を上げている点をも挙げており、日本が対象種のザトウクジラの捕鯨を中止したことで表立った反捕鯨政策からは手を引いている。

### 東西冷戦・地球温暖化陰謀説
東西冷戦と地球温暖化で人間をマインドコントロールしているとする陰謀説、東西冷戦では社会主義と資本主義を意図的に競わせており、ソ連崩壊による東西冷戦が終結した直後から意図的に、地球温暖化論が唱えられる様になってきている。地球温暖化論と東西冷戦の実行者はフリーメーソンとビルダーバーグ会議で、実行の目的は人間を核心の部分から逸らさせることが狙いと言われている。一説によると地球温暖化は2005年に終わったと言われている。根拠としては2005年、2006年、2007年の世界の平均気温がほぼ同じだった。
地球温暖化に関する陰謀論としては、原子力発電の推進のために、地球温暖化を捏造しているというものもある。
第45代アメリカ合衆国大統領ドナルド・トランプはこれを根拠にパリ協定からの離脱を宣言した。

### NESARA
反新世界秩序の試みをNESARA（ネサラ）という。ビル・クリントンなどが実行しようとしていたなどの説がある。
NESARAは、国民経済安全保証改革法（National Economic Security And Reformation Act ）の略称。国際協定というよりも宇宙協定で、その内容は、地球社会の統一と、銀河系社会への参加を準備することである。このままでは地球が破滅するので、それを食い止めるために、「アメリカが持っている宇宙テクノロジーと、銀河連邦の先進技術を人類全体で使う」という協定。アメリカは、クリントンが大統領だった頃に、この協定に署名している。しかし、アメリカ最高裁判所は、協定の交付前に箝口令を敷き、協定の内容が公にならないようにした。おそらく闇の政府の抵抗によるとの説がある。

### マッドフラッド - タルタリア陰謀論
19世紀初頭にディープステート（闇の勢力）とその背後にいるレプティリアン（爬虫類型宇宙人）の核攻撃により先進文明を持つ超大国「タルタリア帝国」が滅ぼされ、核戦争後のマッドフラッド（世界規模の泥の洪水）により、人類の文明が19世紀でリセットされたとする陰謀論である。現在の歴史はディープステートによって捏造された偽史で、真実の歴史は隠蔽されたが、マッドフラッドに耐えた建造物が残っているとする。マッドフラッド説は、地球平面説を支持する人の間で広がっている。2022年7月、第26回参議院議員通常選挙秋田県選挙区から出馬して落選した参政党の候補者は、古代史ホツマツタヱ研究家であり、マッドフラッド&フラットアース（地球平面説）のイベント「横浜マッドフラッドフェス」に出演している。
フラットアースとの混同なのか、マッドフラットという表記がしばしば見られるが、原語はMud Floodであるため、マッドフラッドが正しい。

## 戦争に関する陰謀説

### 日露戦争陰謀説
ユダヤ人を迫害する帝政ロシアを倒すため、ユダヤ人が日露戦争で日本を支援したという陰謀説。
ロシア帝国の前身であるキエフ・ルーシはハザールを滅ぼした。そのことを恨みに思ったユダヤ教徒ハザール人（この陰謀論ではアシュケナジー系ユダヤ人の大多数がハザール人の末裔とされる。ただしハザール人の使用言語はトルコ系に対し、アシュケナジーの使用言語のイーディッシュ語はゲルマン系である。大多数のトルコ系言語使用者がそれを完全に捨てて少数派使用言語のイーディッシュ語に切り替えるという話も史実としてはかなり無理がある。）は歴代のロシア皇帝を暗殺しようとしてきた。そのためロシア皇帝はユダヤ人に大規模な殺害などの迫害をくわえていた。ロスチャイルドをはじめとする国際金融資本家はロシアでは活動しにくい。そのためロスチャイルドは代理人であるヤコブ・シフを通じて日本にお金を貸し付けた。日本海海戦においても、イギリス海軍が戦術について入れ知恵をしたという説もある。
ジョン・コールマンや副島などが主張している。

### 真珠湾攻撃についての陰謀説
太平洋戦争の始まりとなった大日本帝国海軍による真珠湾攻撃について、アメリカ政府は事前に察知していたが、参戦の大義を獲得する意図からそれを黙殺したとする説。アメリカ国民は戦争に不参加の票が多かったが、真珠湾攻撃を境に、戦争参戦の機運が高まった。
アメリカで何度世論調査をやっても、ヨーロッパの戦争には関わりたくないという意見が多数を占めたので、日本に参戦させることで口実を作ろうとしたとされる。「裏口参戦説」とも呼ばれる。

### コヴェントリー空襲
第二次大戦中のドイツ軍電撃戦のひとつコヴェントリー空襲について、首相ウィンストン・チャーチル以下英国首脳は、情報機関から作戦情報を得ていながら、ドイツ側に暗号が解読されたことを察知させないため、敢えて空爆を成功させ、コヴェントリーを犠牲にした、というもの。ゴルゴ13ではこれをモチーフにしたエピソードも作られている。陰謀論ではなく、「政治や軍事における非情な戦略的判断」の例として語られる場合もある。

### 日中戦争・太平洋戦争突入はコミンテルンによる陰謀説
第二次世界大戦当時、日本が北進し対ソ戦に突入することを恐れたヨシフ・スターリンがコミンテルンなど国際的な共産ネットワークを使い、日本の目を対ソ戦から逸らすために日中戦争・太平洋戦争を仕組んだとする説（砕氷船理論、砕氷船 (スヴォーロフ)）。田母神俊雄の田母神論文などで主張された。コミンテルン陰謀説の主な主張は以下のとおり。
1. 張作霖爆殺事件の犯行はソ連工作員（張作霖爆殺事件ソ連特務機関犯行説）
2. 盧溝橋事件の第一発は中国共産党の謀略[154][注釈 4]
3. 日本側が最後通牒と受け取ったハル・ノートはコミンテルンに指示されたスパイ（情報提供者）のハリー・ホワイトが起草[注釈 5]

### 8.15宮城事件偽装クーデター説
第二次世界大戦終結時の宮城事件（きゅうじょうじけん）が偽装クーデターであるという陰謀説。昭和天皇に戦争責任が及ばないように実行されたとされる。

### 原爆投下事前既知説
日本に原子爆弾が投下されるという情報を天皇や軍部が予め知っており、投下を受けるためポツダム宣言の受諾を遅らせたという陰謀説。
日本への原子爆弾投下は、米国軍部にとっては、第二次世界大戦終戦後、共産勢力に対して軍事的優位を示すものであり、また、同国のロックフェラー、メロン財閥、モルガン財閥、デュポン等巨大資本にとって新たなビジネスチャンスととらえられており、さらに、既に消費した開発費が無駄でなかったことを示すためにも、実際に使用しその効果をアピールすることが求められた。しかし、原爆の開発は遅々として進まず、プルトニウム型原爆の実験が成功したのは1945年7月16日であった（トリニティ実験）。まさに、ポツダムにおいて、日本への降伏勧告文が採択されようとしているときであり、機を逸すれば、原爆投下の機会を逃すとみた米国陸軍長官ヘンリー・スティムソンは、「ある筋」を通じて昭和天皇に働きかけ、ポツダム宣言の受諾を遅れさせた。この際、天皇や軍部の一部は、原爆の存在を知っていたというもの。

### 朝鮮戦争米韓侵略説
朝鮮戦争において通説である北朝鮮・ソビエトの侵攻ではなく米韓の38度線侵攻により戦闘が開始されたという説。かつては日本でも左派の中で少なからぬ人が同説を支持していた。

### グルジア紛争陰謀説
2008年に勃発した南オセチア紛争について、2008年アメリカ合衆国大統領選挙でマケイン候補を有利にするため にアメリカ政府がグルジア衝突を画策したという説。ウラジーミル・プーチンロシア連邦首相（当時）が指摘している。色の革命も参照。

### イラク戦争陰謀説
ジョージ・W・ブッシュ政権が2003年から始めたイラク戦争は、当初イラクが大量破壊兵器を保有している疑い等が開戦事由とされたが、戦後の調査によっても大量破壊兵器は一切発見されず、またその他の開戦事由と主張した疑惑も全て実体のないものであった。戦後、イラクの指導者であったサッダーム・フセイン元大統領も公正な裁判を経ず処刑された。

### 軍産複合体陰謀説
アメリカの政財界は軍産複合体に操られていて、定期的に戦争を仕掛けないと国が持たないという陰謀論。

## テロに関する陰謀説
大規模なテロが発生した場合、それが発生した国の政府による自作自演、あるいは意図的に見逃したと唱えられる説。

### オクラホマシティ連邦政府ビル爆破事件陰謀説
オクラホマシティ連邦政府ビル爆破事件が実はアメリカ政府の自作自演であったとする説。

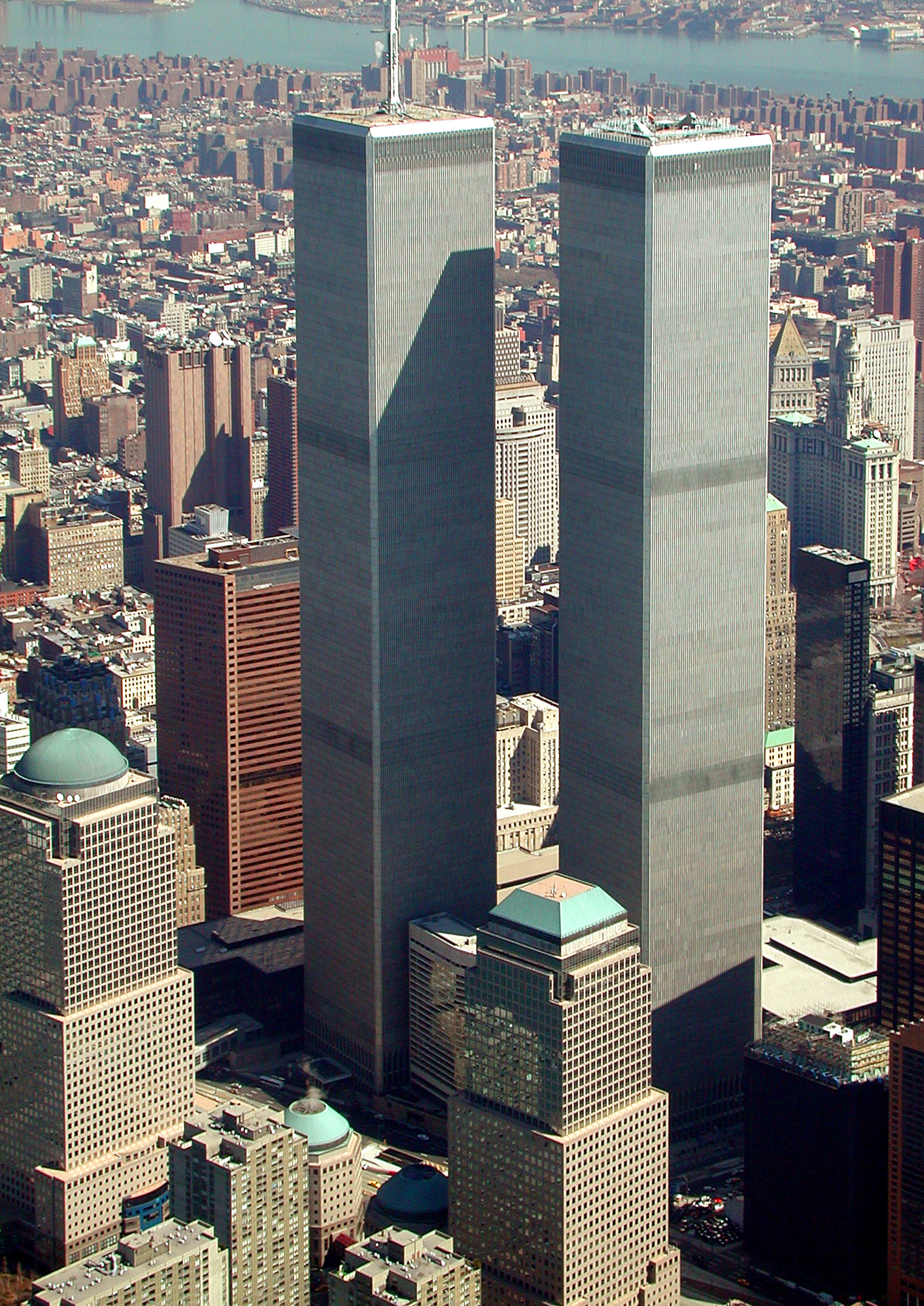
9.11前のワールドトレードセンター

### アメリカ同時多発テロ事件陰謀説
「9.11陰謀論」と呼ばれる。アメリカ同時多発テロ事件について、アメリカ政府は事前に事件を察知していたがなんらかの理由でその発生を見逃した、もしくは自作自演であったとする説。アレックス・ジョーンズや他の著名人は、9.11はグローバリスト政府を作る目的のために、銀行、企業、グローバリゼーション、軍事的な利害関係者たちによって引き起こされたと主張した。

### ボストンマラソン爆弾テロ事件
ボストンマラソン爆弾テロ事件が、アメリカ政府の自作自演であるとの説。四肢切断に至った負傷者の写真も明らかに不自然でありやらせだとの声もある。

### ロシア高層アパート連続爆破事件
ロシア連邦保安庁(FSB)中佐だったアレクサンドル・リトビネンコは、1999年に発生し、300名近い死者を出したロシア高層アパート連続爆破事件はFSBによって仕組まれたものだと主張した。リトビネンコによれば、この事件を口実に
チェチェン独立派に対し武力行使をして(第二次チェチェン紛争)、その陣頭指揮を元FSB長官で当時首相だったウラジーミル・プーチンに行わせることで、一般には知名度が低かったプーチン首相をロシア大統領選挙において有利にするのが目的だったという。リトビネンコは2006年、亡命先のイギリスで何者かによって暗殺された。

## 事件・事故に関する陰謀説

### ルシタニア号沈没事件陰謀説
第一次世界大戦において意図的にルシタニア号沈没事件を演出したとされる。
アメリカで世論調査を行ったところ、ヨーロッパの戦争には関わりたくないという意見が多数を占めた。そこでこの事件を演出したとされる。

### タイタニック沈没事故陰謀説
タイタニック号沈没事故はホワイト・スター・ライン社が保険金を得るために故意に起こした説。あるいは、1年も経たないうちに事故を起こしていた姉妹船のオリンピックを沈没させるためにすり替えを行ったという説がある。確かに両船は姉妹船ではあるものの、外見的な差異も多く、すり替えは不可能である。

### 航空機墜落事故陰謀説
航空事故に関しても、多くの陰謀論が存在する。1955年のカシミールプリンセス号爆破事件、1985年のアロー航空1285便墜落事故や日本航空123便墜落事故、1986年のモザンビーク・ツポレフTu-134墜落事故、1987年のヘルダーバーグ号墜落事故、1988年のパンアメリカン航空103便爆破事件、1994年のマル・オブ・キンタイア ヘリコプター墜落事故などの事件や、各種の航空機技術や目撃情報について、公式発表とは異なる不正行為や陰謀を主張する説が多数存在する。
大韓航空007便
1983年にソ連軍戦闘機によって撃墜された大韓航空機撃墜事件は、長年にわたり様々な陰謀論を生み出してきた。これらの説には、計画的な諜報活動であったとするもの、アメリカ政府による隠蔽、乗客の遺体が巨大なカニに食べられたというものなどが含まれる。ほかにも、アメリカや日本によるスパイ作戦の一環だったとする説、米ソ間の空中戦が発生し複数の軍用機が撃墜されたとする説、撃墜後に乗客・乗員がソ連によって拘束・収容所に送られたとする説などがある。
マレーシア航空MH370便
2014年3月に東南アジア上空で消息を絶ったマレーシア航空370便についても、多くの陰謀論が存在する。代表的なものとして、「同機はどこかに隠され、後にウクライナ上空で撃墜されたMH17便として再登場した」という説や、アメリカの陰謀論者ジェームズ・フェッツァーが「当時のイスラエル首相ベンヤミン・ネタニヤフが関与した」と主張した例がある。また、歴史家ノーマン・デイヴィスは、ボーイング社の「遠隔操縦装置」がハッキングされ、機体が南極まで遠隔操縦されたとする説を唱えている。
マレーシア航空MH17便
2014年7月にウクライナ上空で撃墜されたマレーシア航空17便についても、多くの陰謀論が生まれている。MH17便は実はMH370便であったとする説、ウクライナ空軍がロシアに罪をなすりつけるために撃墜したとする説、機内にHIV研究者が搭乗していたことから「HIVの真実を隠すための陰謀」とする説、さらにはイルミナティやイスラエルが関与しているとする説などがある。

### ピザゲート陰謀論

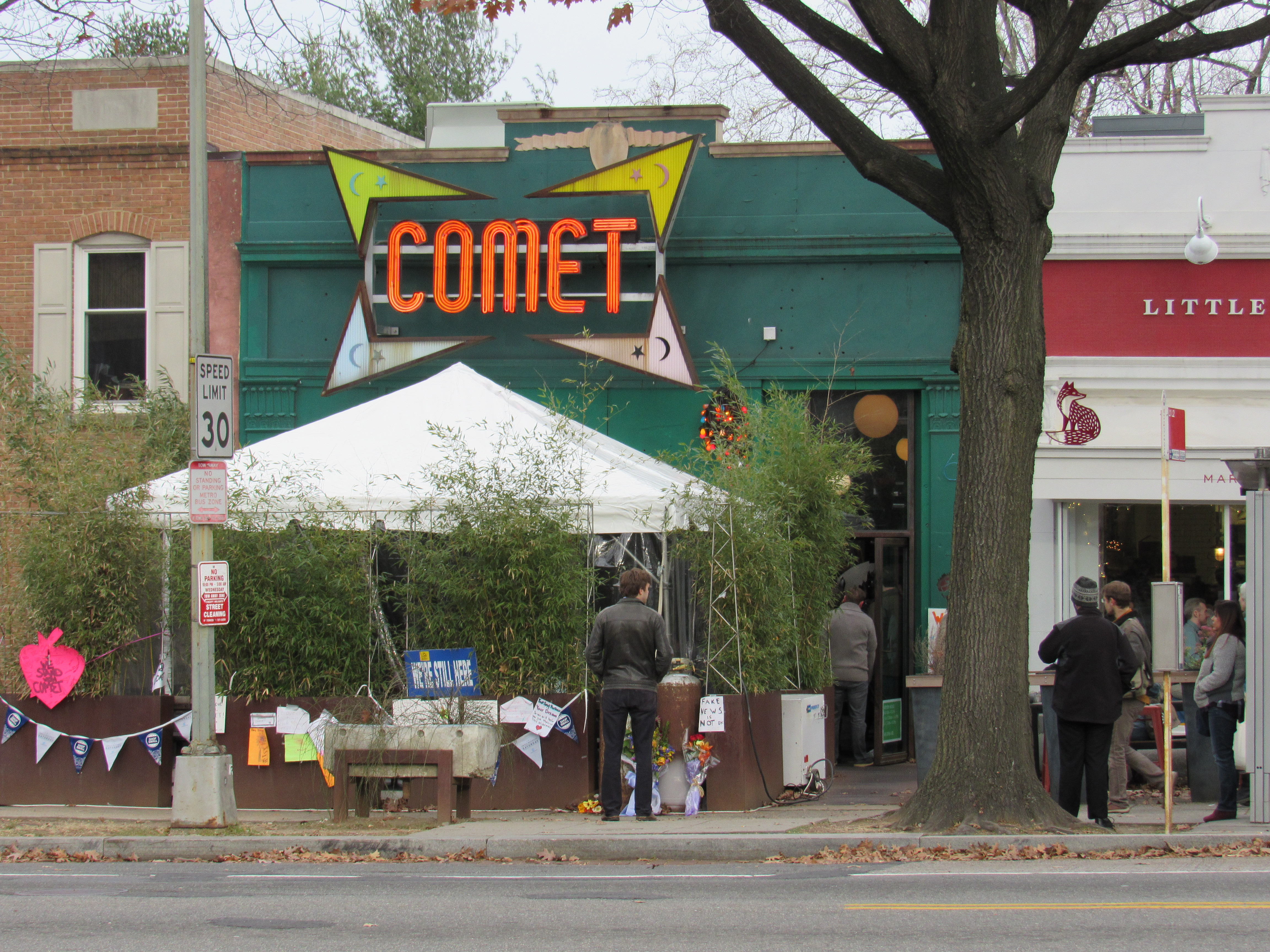
ピザゲートの支持者たちは、ピザ屋のコメット・ピンポンと架空の児童性的虐待組織を結びつけた

2016年のアメリカ大統領選をめぐり、民主党候補のヒラリー・クリントンを毛嫌いするオルタナ右翼の間で、ヒラリーが人身売買や児童買春に深く関わっているとの陰謀論が語られた。これがネット掲示板やSNSに飛び火、ワシントンDCにある民主党支持者が経営するピザ店がそのアジトであり、民主党幹部からそこへの注文で交わされるチーズやホットドッグ、ピザ等といった単語は幼児や性行為を意味する暗号だという噂がオルタナ右翼らによって流布された。その結果、ピザ店に嫌がらせや脅迫が相次ぐ事態となった。2016年12月4日、児童買春の被害者である子供たちを救う英雄になろうとした男が銃を持ってピザ店に押し入り、従業員に銃を突きつける事件が発生、従業員は逃げたものの男は床に銃を発砲したとされ、世界的に報じられるようになった。

### 2024年韓国戒厳令布告に影響したと噂される陰謀論
2024年12月3日夜、韓国で尹錫悦大統領が突如、戒厳令の中でも大統領が強力な権限を持つ非常戒厳令を出した。戒厳令は、独裁政権下での人権弾圧の再来を怖れる国会議員と市民の抵抗により国会の解除要請の決議が成立、約6時間で解除された。しかし、韓国では44年ぶりの戒厳令で、1987年の民主化宣言以来、着実に民主化が根付いていき、戒厳令など戦争か本格的な軍反乱でもない限り起こらないものと思っていた韓国民に大きな不安を与えた。
2024年12月現在、なぜ尹大統領が戒厳令を布告したかには諸説あるが、有力な説の一つとして、「今の議会多数派を占める野党議員らは北朝鮮に操られている」との陰謀論を主張する極右系のユーチューバーらに尹が以前から傾倒していたこと、そのユーチューバーらが用いる「従北勢力」という言葉を戒厳令布告の際の談話で使ったこと、これらユーチューバーが与党が大敗した先の総選挙には不正があったと主張していて尹は中央選管事務所にまで捜査・押収のために特殊部隊を送ったこと等から、尹自身がエコーチェンバー化し、この陰謀論に染まったのではないかとする説がある。であれば、民主主義国家の元首がネットでエコチェンに陥り判断を誤った、おそらく最初の例ではないかとする見方がある。
なお、尹大統領の夫人について、様々な問題が取り沙汰されていたが、多くがデマであったり犯罪とは言えないようなことばかりであった。ただし、株価操作や知人の側近を選挙公認するように圧力をかけた、賄賂として高級ブランドバッグを受け取ったのではないかといった深刻な疑惑もあり、捜査のために特別立法が野党から提案されていた。バッグ賄賂疑惑については、尹夫人が父の知人と称する左派系の牧師から受け取る場面が隠し撮りされていて、受領自体は事実にせよ罠にかけられたのではないかとの見方もあった。尹大統領が非常に夫人を愛していることは周知のことで、尹は夫人を救うなり、これらも含めた自身の政治的苦境を乗り切るために、戒厳令布告を行ったのではないかとの説もある。であれば、こういった見方もまた戒厳令布告に関連した陰謀論だとも言える。

### 日本国内のそのほかの陰謀説
伊藤博文暗殺陰謀説
伊藤博文の暗殺は安重根の単独犯行ではなく、日本国内の韓国併合強硬派による謀殺であったとする説。
連合赤軍事件陰謀説
連合赤軍事件は公安警察が連合赤軍に送り込んだスパイによる分派工作で誘発されたとするもの。中核派と革マル派の内ゲバなどにも同様の陰謀説がある。
国鉄三大ミステリー事件
1949年夏に相次いで発生した国鉄三大ミステリー事件について、共産主義者による破壊工作である、あるいは逆に連合国軍最高司令官総司令部（GHQ）によりレッドパージに利用されたとする説。
三億円事件陰謀説
三億円事件の捜査にて、事件現場となった三多摩地区には当時学生が多く住んでいたことから、一帯にアパートローラー（全室への無差別聞き込み）を掛け、警察において被疑者とされた者の数は十数万人に及んだ。このことから事件自体が、当時盛り上がりを見せていた学生運動の摘発を目的に、強制捜査の口実として捏造されたとする陰謀論が存在する。
中川一郎謀殺説
中川一郎の急逝に関しては、さまざまな説が囁かれた。石原慎太郎などが発言した。
豊田商事会長殺害陰謀説
豊田商事事件において、会長の永野一男が逮捕直前に殺害された事件は、豊田商事に投資していた暴力団か有力政治家による口封じとする説。
一連のオウム事件にまつわる陰謀説
坂本堤弁護士一家殺害事件、警察庁長官狙撃事件、村井秀夫刺殺事件などの一連のオウム真理教関連の事件は、暴力団、ロシア、北朝鮮等を巻き込んだ巨大利権の存在が背景にあるとするもの。
朝鮮学校生に対する暴行事件陰謀説
北朝鮮のミサイル実験や拉致事件の発覚と前後して、日本国内で起こったチマチョゴリ切り裂き事件は、日本国内で同情を買うための自作自演であると主張される説。未だに犯人は見つかっていないにもかかわらず、早くから犯人は日本人であるなどと決め付けたため、朝鮮学校側の態度が非難されるとともに、元々が日本を貶めるためではないかと複数のメディアによって考察された。
植草一秀逮捕陰謀説
小泉政権の経済政策を批判した植草一秀が痴漢事件で逮捕されたのは、公安職員によるでっちあげとする説。加害者である植草本人が主張している他に、同様の話が元大阪高等検察庁公安部長の三井環についても内部告発潰しである旨が囁かれている。
石井紘基暗殺陰謀説
石井紘基殺害事件の背後に黒幕が存在するという陰謀説。日本の官僚制度の真実を暴こうとしたため関係者に消されたという説が強い。黒幕については、暴力団、在日外国人、官僚、宗教団体、右翼団体、左翼団体、CIA、外国の特殊機関など様々な説がある。
「闇の組織」陰謀説
民主党の原口一博が堀江メール問題に関連して、自らが「闇の組織」のスーパーハッカーから攻撃を受けていると主張。この「闇の組織」がライブドアと自由民主党の繋がりの裏に暗躍し、「闇の組織」、日本国政府及び合衆国政府との癒着の可能性を指摘した。この「闇の組織」発言により、ネットでは原口のことを「光の戦士」と皮肉る様子が見られるようになった。
民主党小沢一郎代表公設秘書逮捕陰謀説
民主党の小沢一郎代表の公設秘書で資金管理団体「陸山会（りくざんかい）」の会計責任者大久保隆規が、2009年3月3日に準大手ゼネコン西松建設による不正献金に関わっていたとされる政治資金規正法違反容疑で逮捕されたのは、手段を選ばず選挙に勝ちたい与党の陰謀による国策捜査だという陰謀説。この説の主唱者には、民主党幹部である鳩山由紀夫幹事長や山岡賢次国会対策委員長などがおり、のちに小沢一郎本人も主張するようになった。他にも、敵対する官僚にでっち上げられたという説、日本支配を狙うユダヤ人による陰謀説、主流派になるであろう小沢を排除したい民主党の党内抗争説が、小沢の支持者らから上がっている。
秋葉原通り魔事件陰謀説
秋葉原通り魔事件は警察が事前に予知しながら見逃したという説（実際に犯人は事件前に秋葉原で通り魔を起こすと掲示板に書き込んでいた）。また、単独で3分間で17人を殺傷することは不可能であり、犯人はもう1人いたという説。犯人逮捕時の写真ではジャケットに返り血を浴びてなかったが、翌日の新聞では「返り血を浴びていた」と報道されたとの声がある。
日本赤十字社が募集する災害義援金は、被災者に全額が渡っていない
日本赤十字社は国内外で大災害が起きると、被災者救援のための義援金を募集するが、これがピンハネされて皇室に送られているなどと主張されるもの。赤十字を運営するための費用である「社資」と義援金は別の存在である。また、皇室が民間から任意に寄付を受けることも寄付をすることも出来ない、と憲法第8条に定められている（寄付は「御下賜金」という名目で政府を通じてしか出来ない）。
カルロス・ゴーン逮捕陰謀説
2018年11月19日に、日産会長であったカルロス・ゴーンが東京地検特捜部により金融商品取引法違反容疑で逮捕された。これに関して、欧州のメディアでは、日本政府や西川廣人社長を黒幕とする陰謀説が報道されている。また、同じく逮捕された日産代表取締役のグレッグ・ケリーに関しても、妻が同様の主張をウォール・ストリート・ジャーナルで展開した。2019年12月、保釈中にレバノンへ逃亡したゴーンは、2020年1月8日に行った記者会見において、逮捕は検察と日産に仕組まれていたと主張し、日産自動車の経営陣など6人を名指しで批判した。

## 感染症に関する陰謀説
エイズ、エボラ出血熱といった感染症は、人為的に広められたものとする説。以下で述べる。
中世ヨーロッパにおけるペスト流行時の「ユダヤ人が水に毒を混入した」というデマ、幕末の日本でのコレラを欧米人の毒とする流言（実際長崎の外国船から入り込んだことがきっかけではあるが）など、古くから存在するパターンの説ではあるが、科学の進歩により病原体が特定され、またそれにより現実に「生物兵器」という存在があらわれ、こうした陰謀説にある種のリアリティが付加されるようになり（古い例としては朝鮮戦争中の北朝鮮での出血熱流行時における「国連軍の細菌攻撃説」がある）、現代でも頻繁に語られている。

アメリカ大陸の白人入植者がネイティブアメリカンに天然痘患者の細菌のついた毛布を贈り物として送ったことは事実であるとされる。ウイルスの感染速度が不自然であると主張する。
近年では、前述の陰謀説の一環として「アメリカ政府やそれを支配する闇の勢力が世界の総人口や人種・民族の比率を調節しようとしている」というパターンが主流。

### エイズウイルス陰謀説
エイズウイルスは人口削減のためにアメリカ政府が開発した生物兵器であるとする陰謀説。主にアフリカにおける黒人の人口を減少させるのが目的とされる。
以下のような内容が主張されている。
1. サール社が関わっている。
2. 国連がワクチンを名目に注射し、ばら撒いた。
3. ロスアラモス、フォート・デトリック、コールドスプリングハーバーで開発された。

### 日本に於けるエイズウイルス陰謀説
日本に於けるエイズウイルス感染患者第一号は男性の同性愛者とされているが、実際は薬害エイズ感染被害者が第一号であるのを旧厚生省が批判逃れのために隠蔽したとされる説。

### ミドリ十字の731部隊体質論
ミドリ十字はかつて日本に存在した製薬会社。赤十字とは全く無関係で、現在は他の製薬メーカーに吸収合併されて存在しない。中国で人体実験を行っていたとされる731部隊にいた者が設立し、その関係で731部隊元隊員が多数雇われていた。そのために、多くの死者を出した薬害エイズ事件をはじめ、患者の安全や人権を無視したような不祥事をミドリ十字が次々と引き起こしたのは、戦後になってもなお、731部隊元関係者らの中に、患者を自身が手柄･成果を挙げるための人体実験の材料のように考えている者が多数いるからではないか、もしくは、そういった者らがそのような気風を社内に浸透させているからではないかと疑う論議。

### 新型肺炎SARS、鳥インフルエンザ陰謀説
重症急性呼吸器症候群（SARS）、鳥インフルエンザの流行について、中華人民共和国がその震源地であったことから中国の急成長やアジアの人口増加を危惧するあまり黄禍論に駆られたアメリカが起こした細菌テロだとする陰謀説。その説の中でSARSウイルスは「黄色人種に感染しやすい生物兵器」とされている。しかし実際には欧米人などアジア系以外の人種にも死亡者を含む多数の感染者が出ている。陰謀論者はプアホワイト（貧しい下層白人）も殺戮の対象であると主張する。狂牛病のプリオンに関しても同様の主張がなされている。
あるいは、「新型インフルエンザ」ワクチンであるタミフルの売り上げを伸ばすため、アメリカ政府と製薬会社が共謀して伝染病を広めたとする陰謀説がある。

### エボラ出血熱生物兵器説
エボラ出血熱を発症させるエボラウイルスは、感染時の致死率が50〜90%にもなる非常に危険なウイルスであるが、これは、アメリカ政府機関（CIA等）が開発した生物兵器ではないかとする、インターネット上の噂 やそのような説を唱える識者 がいる。

### 新型コロナ感染症関連
COVID-19ワクチンにより不妊化するというもの。人口削減計画であるというもの。被接種者が遠隔操作されるというもの。被接種者が磁石人間になるというもの。ワクチンに入れてあるマイクロチップにより人々を管理するというもの（ワクチン忌避）。感染症の広がりによる誤情報の広がりに世界保健機関では「パンデミック」になぞらえ「インフォデミック」として注意喚起を行っている。「ワクチンはマイクロチップが仕込まれ、5G通信で操作される」という陰謀論は、研究者が大学の設備を使って真剣に検証を行い、YouTubeで公開した。
その他にもQアノンのように、「世界を牛耳っている闇の組織（ディープステート）、つまり医学界、薬学界、マスク製造業界、新聞やテレビなどの既存マスコミなどを支配する一部の特権階級が利益を得るために世界に向けて仕掛けた（又は実在しないのにあたかも存在するかのように虚報を流布させている）もの」と主張する者まで現れている。
- 2021年2月、福井県の自民党県連会長代行を務める斉藤新緑県議会議員は、「COVID-19ワクチンは殺人兵器」「コロナ禍は世界を闇から操るディープステイトが計画したもの」「バイデンはこの世にいない」「9・11のテロはCG」「菅も麻生も逮捕された。今、表に出ているのはゴムマスクやクローンだ」など陰謀論集団「Qアノン」と似た主張をしたことから、政権与党である自民党県連ナンバー2の発言として大きな話題となった[203][204][205][206][207][208]。なお、斉藤は改選期を迎えた2023年4月の福井県議会議員選挙では落選しており、地盤で新人候補が立候補し票が割れたことに加え、自身の反ワクチンや陰謀論などの主張が投票に影響を与えたとの指摘がある[209]。

- ビル・ゲイツが講演会で行った発言から、「COVID-19ワクチンは、ビル・ゲイツが人口減少を目論んだものである」という陰謀論が広がった[210][211]。ビル・ゲイツは、妻と「ビル&メリンダ・ゲイツ財団」を作り、無償で発展途上国にワクチンを供給しているが、講演で行った「発展途上国では乳幼児の死亡率と出生率が高いが、ワクチンで乳幼児の死亡率を抑えれば、出生率も低下して人口爆発が防げる」といった趣旨の発言が、反ワクチン派の陰謀論「ビル・ゲイツによる人口削減計画」の根拠に使われた[210][211]。

- 幸福の科学出版発行の月刊誌『ザ・リバティ』では、「もう隠せない原爆級の『ワクチン死』」などの特集を組んでいる[212]。総裁の大川隆法は、「（ウイルス感染には）憑依と同じ原理が働く」ため、感染を防ぐために、明るく積極的な心や強い信仰心をもつことを勧めるほか、大川総裁の法力が込められた法話、書籍、楽曲CD、祈願などにはウイルスを撃墜する力があるとし、自身が作曲した「コロナウィルス撃退曲」や「コロナワクチン副反応抑止祈願[213]」などを販売している[214][215]。

- 統一教会の分派サンクリチュアリ教会は、新型コロナ感染症について「中国の生物兵器」「生物兵器（新型コロナ）にかかっても、99.7％の人は免疫力で勝つことができる」「マスクは非科学的な詐欺」「マスクを着けた者たちは政府の奴隷になる」と説いている[216][217]。また、COVID-19ワクチンは「共産主義者（サタン）の陰謀で、若者たちが死んでいる」とし、その主張は神真都Qの「ワクチンの目的はディープステートなど影の権力者による人間管理と人口削減」であるとする陰謀論と同様である[216][217]。

#### 新型コロナウイルス中国人民解放軍生物兵器陰謀説
2019年に SARS-CoV-2 が中華人民共和国・武漢市付近から初めて確認されたことにより、中国が秘密開発した生物兵器が武漢ウイルス研究所から漏れ出したという説。拡大の要因として、中国政府の情報公開の不信感などが挙げられている
。
しかし、科学者27人は2020年2月19日に共同声明をランセットに掲載し陰謀説を非難した。2023年2月、アメリカの情報機関は、「動物からの自然感染説」と「研究所からの意図せぬ流出説」とで見解が分かれているが、いずれの情報機関も、中国による生物兵器開発の結果ではないとの意見では一致している。

#### 新型コロナウイルス米軍伝染陰謀説
2020年、新型コロナウイルス感染症のパンデミックの際に、中国の武漢市で流行が発生したことからドナルド・トランプ（当時アメリカ大統領）らが「武漢ウイルス」「中国ウイルス」と述べたことに対して、趙立堅中華人民共和国外交部報道局副局長は「 米軍が感染を武漢に持ち込んだかもしれない。（米国は）透明性を持て！データを公開すべきだ！アメリカは中国に説明せよ！」とTwitterに投稿した。また、趙報道官はウイルスの発生源が米軍の研究施設だと推測する記事も紹介した。その後、中国のSNSではコロナウイルス流行の責任はアメリカにあるとする陰謀論が急激に広がった。
趙報道官の「米軍伝染陰謀論」の発言がインターネットに流れた数時間後、デイヴィッド・スティルウェル米国務次官補は、崔天凱駐米大使を国務省に呼び「陰謀論を広めているのは危険で、話にもならない」「中国はパンデミックを引き起こした後、これを世界に知らせなかったという非難を免れる道を探している」と抗議した。
2020年1月に中国からの助成金について虚偽の申告をしたとして逮捕されたチャールズ・リーバーが研究中のコロナウイルスを中国に流したとする説。

## 情報操作陰謀説
情報操作についての陰謀説。

### マスコミ陰謀論
報道の方向性やそれに伴う報道量を操作し、マスコミ全体が特定の団体、もしくは個人を支援・あるいは失脚させようとしているとする陰謀論。
これにおいてはネット上で話題になるニュースと、新聞やテレビで大きく取り上げられるニュースとの間に、大幅な乖離があることなどが根拠とされる。
陰謀主体としては新聞業界全体、テレビ業界全体、あるいはさらに雑誌業界まで含めた総体が挙げられ、それらが一定の統一意思のもと、報道内容をコントロールしているという主張がなされる。広告代理店の電通や博報堂なども主体に挙げられる。
同様の方法は経営者についても用いられるとされる。このとき報道された企業の株価は下落する。このとき株式の空売りを行うことで、利益を得ているとされる。新世界秩序は三権（司法、立法、行政）以外の中央銀行とマスコミによって間接的な支配を行っているとされる。

### サブリミナル効果に関する陰謀論
テレビや雑誌などの広告には性的な言葉や画像が刷り込まれており、サブリミナル効果によって淫らな性行為が広まっているという説。ウィルソン・ブライアン・キイが著書『メディア・セックス』『メディア・レイプ』等で取り上げて有名になった。

### 諜報機関陰謀説
諜報機関が世論操作を行っているという陰謀説。アメリカCIA、イギリスMI6、イスラエルモサッドなどが主題にされる。これら諜報機関が反共・ユダヤ拡張報道機関の砦として読売グループに取り入り、反共プロパガンダのテレビ局として日本テレビを開局させ、国民球団として読売ジャイアンツを育てたのはCIAであるといった説もある。なお、正力松太郎がCIAと浅からぬ関係にあったことは事実である。

### 不正選挙陰謀説
「開票所で使う自動票読み取り機で票が操作されている」「期日前投票の票が書き換えられる」といった選挙に関する陰謀論がある。開票機械メーカーの「ムサシ」に関する陰謀論も広がっているが、実際には機械は単に投票用紙の記入内容を読み取り、候補者ごとに振り分けるだけで、操作の余地はない。さらに、「ムサシの筆頭株主が安倍首相」「ムサシは外資に乗っ取られている」などの説もあるが、誤りである。アメリカの投票機メーカー「ドミニオン」の電子投票システムに関する陰謀論も広がっている。

#### 「トランプ勝ち組陰謀論」
ネット右翼が崇拝していたドナルド・トランプが落選した2020年アメリカ合衆国大統領選挙をめぐって、百田尚樹、有本香、門田隆将ら右翼言論人が、「不正選挙でありトランプは勝った」という陰謀論を唱えた。政治学者の木下ちがやはこれを「トランプ勝ち組陰謀論」と名付けた。また、この陰謀論に加担する言論人、アカウントはネット上で「もう限界値を超えてしまい、後戻りできないところに行ってしまった残念な保守」という意味で「限界ネトウヨ」と名付けられたという。2021年1月にはアメリカ大統領選でのトランプの敗北を認めないトランプ支持者（陰謀論Qアノン支持者を含む）が連邦議会を襲撃する事件が起きた。

## 文化に関する陰謀説

### 文化的マルクス主義陰謀論
極右によって広められている反ユダヤ主義的な陰謀論であり、欧米のマルクス主義、特にフランクフルト学派を現代の進歩的運動やアイデンティティ政治、ポリティカル・コレクトネスの元凶とみなすものである。この陰謀論は、西洋社会を破壊するための意図的かつ組織的な「文化戦争」が進行中であるとし、伝統保守主義の「キリスト教的価値観」を崩壊させ、代わりに文化的にリベラルな価値観に置き換えようとしていると主張する。この陰謀論は、ナチス・ドイツの宣伝用語「文化ボルシェヴィズム」の再利用であり、現代版は1990年代のアメリカで誕生した。当初は極右の周辺でしか使われていなかったが、現在では右派政治家、宗教的原理主義者、メディア解説者、白人至上主義的なテロリストらによって広められており、オルタナ右翼の世界観の基盤的要素の一つとされている。学術的な分析では、この陰謀論には事実の根拠が存在しないと結論づけられている。
日本でも、「フランクフルト学派の巣窟」であるコミンテルンやOSSによりWGIPとして日本の伝統が破壊され、その薫陶を受けた「リベラル」が日本を共産主義化していると主張する派生派が出現した。主な論者はパトリック・ブキャナン、西尾幹二、中西輝政、八木秀次、田中英道などである。

### 知的財産戦略陰謀説
2002年に内閣府に設置された知的財産戦略本部に裏があるとする陰謀説。知的財産戦略本部はフリーメーソンが日本の税金無駄使いを増やす目的で創設したとされる。

### オタク文化陰謀論
日本発のオタク文化が自然発生的にではなく、意図的に広められたとする陰謀説。
1980年代後半からフリーメイソンが日本の古来文化破壊と文化改造、日本人の愚民化、日本での革命の防止等の目的で、メイドカフェや低次元低俗な大衆文化等を意図的に広めていったとされ、オタク文化は日本独自の文化ではなく西洋フリーメイソン発祥の文化とされている。

### ゲーム業界陰謀説
ゲーム業界に様々な闇があるとする陰謀論、論者はあべよしひろ、副島隆彦など。東京ゲームショウはロックフェラーの提案で、コンピュータエンターテインメント協会（CESA）と経済産業省が始めたとされ、大衆心理操作や日本人改造が最大の狙いとされる。

### スポーツ参加・観戦陰謀論
スポーツへの参加や観戦は政治に関心を持たせないための、愚民政策のための道具であるとする陰謀説。ローマ時代のパンとサーカスや戦後日本の3S政策などがその代表とされる。安岡正篤によって主張された。

### ゆとり教育陰謀論
ゆとり教育は社会の階層化を進めるためのものであるとする説。三浦朱門によって斎藤貴男へ『機会不平等』中で明言された。
親の所得が十分でない層は、十分な教育が受けられなかったことで社会的に没落していく。中流意識の強かった日本において、階級社会化を進めやすくなったとされる。
しかし、大学進学率は新幹線授業世代から飛躍的に向上しており、減少してはいない。

### フェミニズム陰謀説
ロックフェラーがフェミニズムを支援したという陰謀説。女性の社会進出を進めることによって、税収を増やし、子供を学校や託児所に預けさせることでコントロールしやすくするためであったとされる。アーロン・ルッソがロックフェラーから聞いたとされる。

### ファッションデザイナー女性嫌悪論
心理学者エドモンド・バーグラーは、多くのファッションデザイナーは男性同性愛者であり、顧客である女性異性愛者とはライバル関係にあるといい、彼らのデザインするピンヒールシューズやネックラインが肩下まで下がったドレスなど、着るものへの負担の大きいファッションは男性同性愛者が女性異性愛者を嘲笑し、女性が男性に向ける愛情を衰えさせる陰謀であると論じた。

### 自然療法弾圧説
ロックフェラーが石油の売上維持のため、自然療法を弾圧したという説。彼自身はこっそりと自然療法を実践していた、と続く場合も。

### フリーエネルギー弾圧説
ロックフェラーが地熱発電や常温核融合、ゼロ点エネルギーなどの研究に圧力を加えているという陰謀説（ここでいうフリーエネルギーとはエネルギー保存の法則に反するもののことではないにも関わらず、その法則に反するという理由で否定されることが多い）。
石油による火力発電（主にロックフェラーが支配）や原子力発電（主にロスチャイルドが支配）にとって邪魔になるからとされる。水を触媒や電磁気的な共鳴効果を利用した電気分解で得られた水素を燃やす方法や、プラズマ宇宙論で語られる天体間のビルケランド電流に由来するエネルギーを利用しようとするものなどがあるとされる。
古歩道ベンジャミンなどが主張している。

### ロック、ヒップホップ陰謀説
ロックミュージックを開発したのはタヴィストック研究所であるとする説。アドルノの無調音楽がロックの元になったとされる。
ヒップホップについても同様の主張がされる。
また、イスラム圏などでも西洋の文明が自分たちの文明を堕落させるためにこうした風俗をもたらしたという陰謀説は多く囁かれている。かつてのソ連でもジャズやロックに関して同じような見解が取られた。

### オペレーティングシステム陰謀説
アメリカ製オペレーティングシステムのカーネル内にはそのコンピュータ内のあらゆる情報にアクセス可能なバックドアが隠されており、インターネットを介して監視されているとする。

### 韓流陰謀論
2004年に放映された韓国ドラマ「冬のソナタ」を嚆矢とする韓流は、韓国政府よって捏造されたという陰謀論。主にネット右翼と呼ばれる人たちから強い支持を受けている。

### ジャニー喜多川性加害問題に関する陰謀論
ジャニー喜多川性加害問題に関連して、「K-POP勢力による市場奪取のための破壊工作」「慰安婦支援団体などの左翼や反日勢力が関与している」などの陰謀論が広がった。これらの陰謀論は、女性の性被害告発を『ナニカグループ』という集団の工作だとする暇空茜らのミソジニー的な陰謀論と結びついていた。

## 人物に関する陰謀説

### ポール・マッカートニー死亡説
ビートルズのポール・マッカートニーは1966年の交通事故で死んでいて、替え玉と入れ替わったという陰謀論。他のメンバーは事実を隠蔽し、レコードのジャケット写真や楽曲の歌詞にヒントを残したとされ、「レボリューション9」のイントロを逆回転すると「俺をその気にさせてくれ、死人よ」と聞こえ、「ストロベリー・フィールズ・フォーエバー」の最後でジョンが「俺はポールを埋めた」と言っているなど、ポールの死に関する秘密のメッセージの解読（情報探しゲーム）が行われた。その後、替え玉が「ヘイ・ジュード」を作ったため、この替え玉が最初からポールの仕事をしていたゴーストライターであったと言われた。

### 三浦春馬の死に関する陰謀論

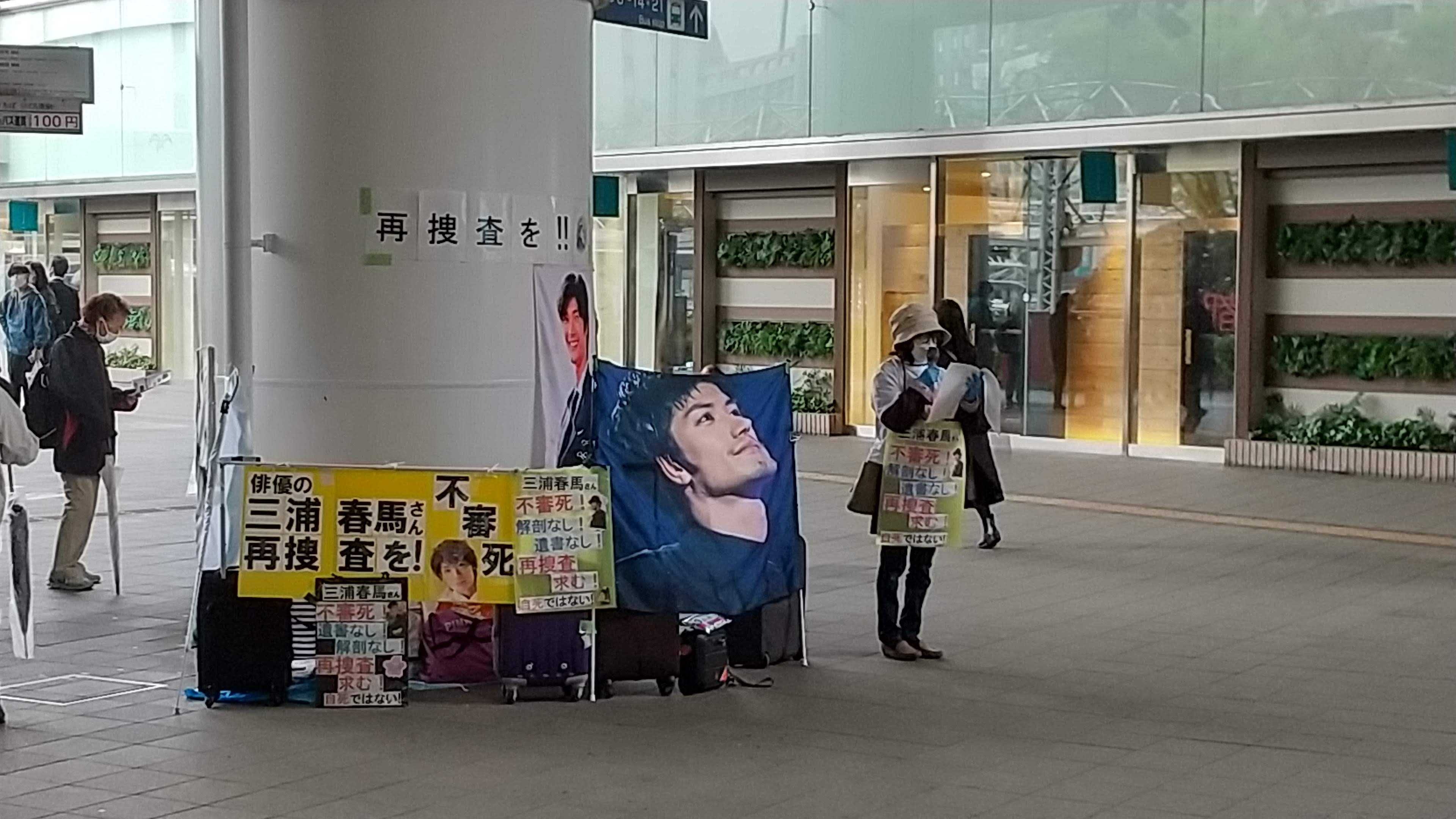
2022年4月、千葉駅で行われた演説とビラ配り

2020年7月に自殺した俳優の三浦春馬について、「自殺ではなく他に真相がある」と主張する陰謀論。三浦春馬が実は生きている派と、あくまで死んではいるが真相が隠されている（不審死）派がおり、不審死派は全国各地で再捜査を求めるデモやビラ配りを行い、一部の芸能人や団体を黒幕とする名誉毀損を繰り返している。「アミューズ関与説」に関しては、これに抗議したアミューズが誹謗中傷への法的手続きを進めている。アミューズ関与説とは、アミューズはディープステートと結託し、その保養所である豊島保養所で人身売買によって集められた子供たちを小児性愛者が弄んでおり、三浦がそれを暴露しようとしたために殺されたという説である。2021年4月27日には、アミューズの公式サイトで「事実ではない事柄に基づく書籍の販売やSNS等を利用した発信」を批判するとともに、ファンに購入や拡散をしないよう呼びかける声明を公表した。また、テレビ番組で共演した俳優のサヘル・ローズへの誹謗中傷も続いている。
三浦春馬陰謀論は、CIAやディープステート（闇の政府）の犯行とするQアノン陰謀論とも結びつき、2020年11月のアメリカ大統領選挙後に、三浦春馬をアイコンした陰謀論をつぶやくTwitterアカウントが増え、幸福の科学信者によるトランプ応援デモには「I ♡ 三浦春馬 I ♡ TRUMP」というプラカードを持つ参加者もいた。三浦春馬に関する陰謀論の1つには、「ラオスの募金活動を行っていた団体から安倍晋三首相に不正な送金があり、それを知った三浦氏が暗殺された」というものもあり、これは「安倍晋三」を中心にした様々な政治陰謀論と結びついている。こうした陰謀論は、50 - 60歳代の女性を中心に広がっているが、その要因について陰謀論や悪徳商法などを調査するライターの雨宮純は、「デモ参加者に話を聞くと、生前の三浦氏の活動を知らない人もちらほら。子育てが終わった世代の女性がネットにのめり込み、たまたま正義感を駆り立てられる思想に遭遇してしまったパターンが多いのでは」と分析している。
この陰謀論を政治運動へ取り込み、動員を掛ける対象と見なす動きもある。2022年5月31日、NHK党の黒川敦彦幹事長（つばさの党代表）らが俳優の綾野剛が所属する事務所「トライストーン」前で街宣活動を行い、第26回参議院議員選挙に出馬するガーシー（東谷義和）の暴露話に警告書を出したことに対して謝罪を求めた際には、「三浦春馬は他殺だ」と主張する人物もスピーチを行った。2022年9月3日、横浜市で行われた「三浦春馬さん不審死真相究明の会」の「真相究明デモ」にNHK党（つばさの党）の黒川も参加した。2022年9月10日、つばさの党が、渋谷区の世界平和統一家庭連合（旧統一教会）の日本本部前で、音楽をかけて歌い踊りながら統一教会への抗議活動を行った際には、三浦春馬陰謀論者も、反ワクチン派、統一教会や創価学会による集団ストーカー被害を主張する人たちなどと共に参加した。黒川はこの「渋谷事変」に集まった、個別の要件で「目覚めた」人々による「新しい国民の運動」という政治運動を発足した。2023年1月15日、信濃町の公明党本部前で、「新しい国民の運動」による反創価学会街宣活動が行われ、創価学会による集団ストーカー被害を主張する人々、反ワクチン派、幸福の科学の大川隆法の長男で教団を批判している宏洋、在日特権を許さない市民の会（在特会）の元メンバーらが演説を行い、三浦春馬陰謀説などを主張する「日本の国力を高める運動をしている有志の会」のメッセージを主催者が代読した。その後、黒川は『全国春馬運動連合会』（全春連）という組織を立ち上げた。2024年4月の参議院補選において、三浦春馬デモの参加者がつばさの党の候補者のチラシ配りを行った。
三浦春馬他殺説を支持する人々の活動は多岐にわたっており、以下のような行動が報告されている。「靖国神社での提灯奉納」「駅や警視庁前での抗議活動」「抗議文を掲げて駅構内を無言で行進」「所属事務所アミューズの株主総会会場前での街宣活動」「反ワクチンデモや集会への参加」。これらの活動は複数のグループによって行われているが、個々の参加者がどの程度重複して活動しているかは不明である。靖国神社の『みたままつり』では、三浦の死に関する陰謀論を主張している「『日本製』普及会」などの団体が、毎年、三浦の名前が書かれた提灯を大量に奉納している。この団体は保守系政治団体で、代表の水間政憲の主張には極右的な陰謀論も含まれている。三浦は、特攻隊をテーマとした映画『永遠の0』に出演しており、靖国神社で参拝をしたことがあるため、これを利用し反韓・反中の方向に誘導しようとする動きもある。しかし、そもそも三浦はグローバル志向で自身のキャリアを海外に広げていっており、2019年に韓国のドラマアワードの授賞式に出席した際はアジアと日本の友好について英語でスピーチし絶賛された。その他、三浦はSNSで社会に問題提起を行うような投稿を行い、これが憶測を呼びバッシングを受けたが、この投稿の対象は何だったのか真意や詳細は不明のままである。また、三浦が毎年靖国神社に参拝していると主張する人もいるが、その事実は確認できていない。2024年の東京都知事選挙において、選挙ポスター掲示板の「NHKから国民を守る党（N国党）」の枠に三浦の似顔絵が描かれたポスターが大量に貼られていた事件があり、アミューズが東京都選挙管理委員会に抗議した。このポスター枠をN国党から購入したのは、三浦春馬他殺説動画を発信しているYoutuberであり、QRコードから有料のコンテンツへの誘導があった。東京大学の研究者らによる研究によると、コロナ禍前後に反ワクチン傾向を示した約1万5000個のTwitterアカウントのプロフィール分析から、反ワクチンと三浦春馬陰謀論との間に強い関連性が見られた。朝井リョウの小説『イン・ザ・メガチャーチ』には、三浦春馬をモデルにしたと思われる人物が登場する。この小説では、若手男性俳優の死が「自殺ではなかった」と疑う人々が登場し、その疑念が「この国を裏から支配する反日勢力」が存在するという政治陰謀論へと発展していく様子が描かれている。

### バラク・オバマに関する陰謀説

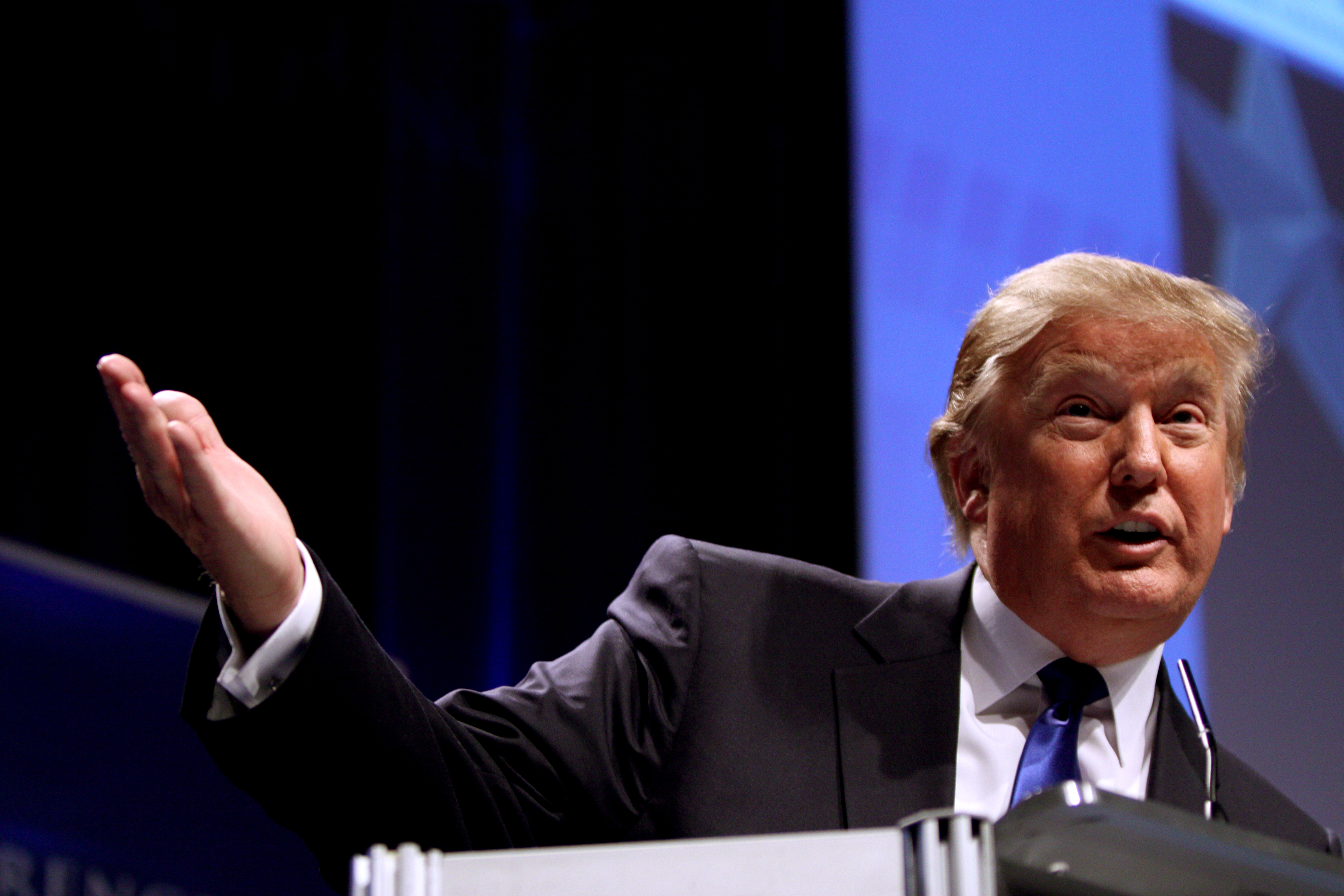
ドナルド・トランプは、バラク・オバマが米国生まれではないという陰謀論の提唱者である

バラク・オバマは数多くの陰謀論の対象となってきた。アレックス・ジョーンズによる2009年の映画『オバマの欺瞞』は、オバマ政権は「新世界秩序」に仕組まれた傀儡政権であり、世界的な奴隷化を受け入れるように民衆を操作することを目的としていると主張した。2009年に注目を集めた「バーサー説」は、オバマ大統領が米国生まれではないと主張し、大統領職の正統性を否定するものである。この説は、オバマの出生証明書がハワイ州で発行されたものであり、1961年にハワイの2つの新聞で出生を発表したにもかかわらず、根強く残っている。この説の著名な推進者は、歯科医で弁護士のオルリー・タイツと、ドナルド・トランプ前大統領で、トランプはその後、この説が虚偽であることを公に認めたが、個人的には引き続きこの説を主張していると言われている。その他の説では、プロテスタントのキリスト教徒であるオバマが、実は密かにイスラム教徒であるという説もある。
トランプは、大統領就任後も様々な陰謀論を主張し続け、「Qアノン」の支持者を後押ししていた。

### 安倍晋三に関する陰謀説

#### 安倍晋三銃撃事件に関する陰謀論

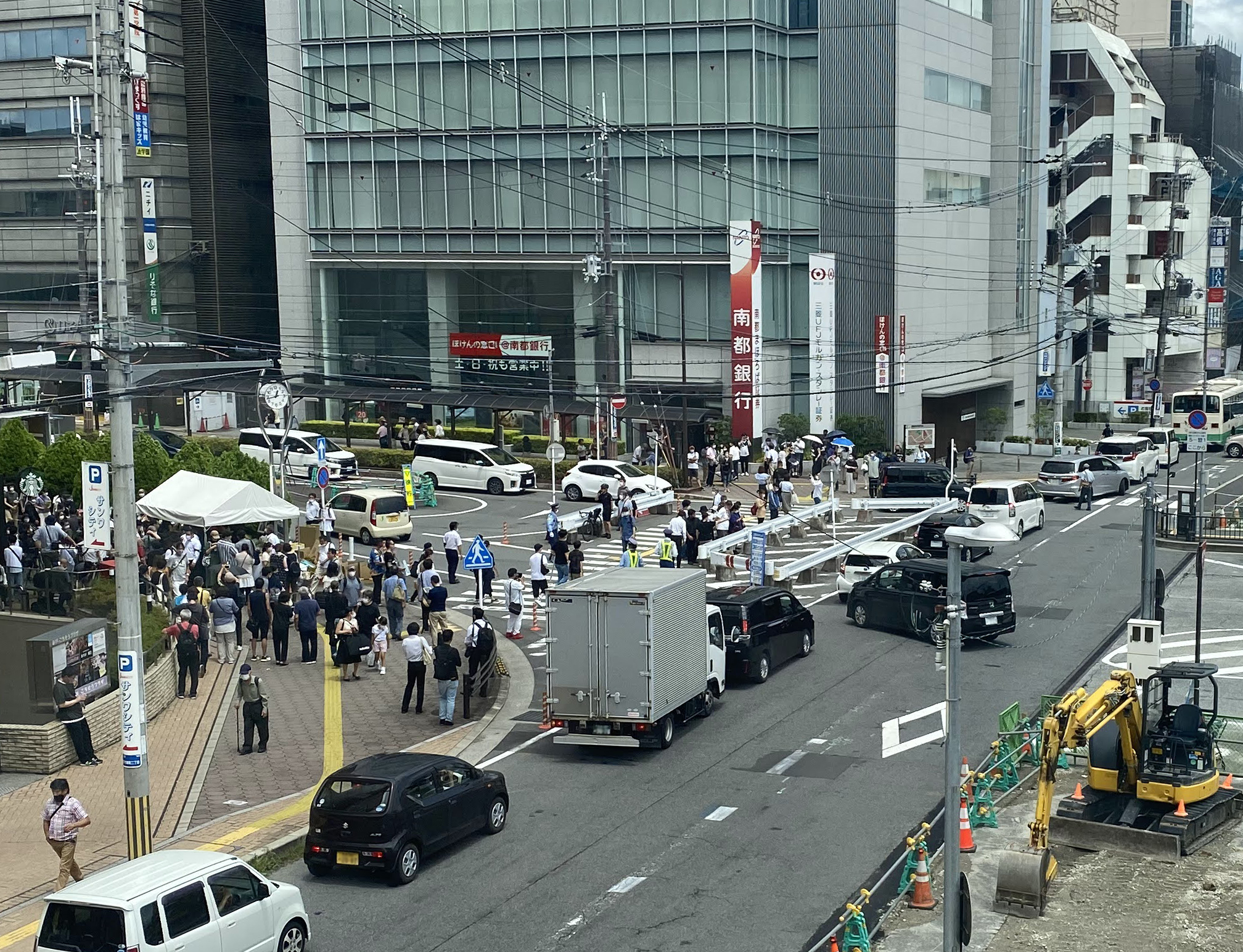
安倍晋三元総理暗殺事件現場

2022年7月8日に奈良県にて選挙演説中に銃撃され死亡した事件について、この事件の後、Twitter等のSNS上で「事件はヤラセ、自作自演だ」「銃撃された人物は影武者だ」「至近距離で撃たれたのではなくプロのスナイパーに狙撃された」「事件発生直後に逮捕された容疑者の単独犯行ではなく複数人による犯行だ」「暗殺されたのは、世界経済フォーラム（WEF）の命令に従わずにワクチンを義務化せず、国民にイベルメクチンを配布したからだ」等の陰謀論が多数発信された。当時たまたま清掃作業の都合で屋上にテントを設けていたビルの屋上がTBSヘリのカメラに上から映ったことから、スナイパー狙撃説の中にはそのテントをスナイパー小屋とするものがあり、ビル管理者側は電話が集中して迷惑を受けたことから法的措置も検討した。その結果、風説の拡散に加担したタレントのほんこんは謝罪を行った。
インターネットセキュリティー会社のSola.comの分析によると、安倍晋三銃撃事件に関する風説を発信した中枢のアカウントは、ロシアによるウクライナ侵攻においてロシア側の主張に立った風説を発信したり、侵攻以前は新型コロナウイルスのワクチンに関し「人口削減計画の一環」と訴えたりする投稿が目立った上、それに類似する意見を持つ他グループとの親和性も高かったとしている。また、同社の担当者は「投稿内容が日本になじみがないものだったり、投稿時間がロシアのサンクトペテルブルクのビジネスアワーと一致したりするなど不審な点が複数みられた」とコメントしており、安倍銃撃を巡る陰謀論の拡散に、海外の勢力が関与している可能性があるとした。
2023年1月、公安調査庁経済安全保障特別調査室所属の公安調査官が陰謀論をメールで送付していたことが週刊ポストに報じられた。調査官は「（安倍晋三銃撃事件の）真犯人は別のスナイパー」「ディープステート（闇の政府）が米国を裏で支配している」「トランプの選挙不正は事実」等の陰謀論を同僚に送ったとされ、週刊ポストの取材に「メールを自分が出したかどうかはノーコメント」「私は一般論として、多角的な考え方をする。最終的な結論を出すには、物事を見る時に色々な見方をしてからするべきではないか」と答えている。

#### 安倍政権陰謀論
安倍晋三が総理大臣であった当時、彼が率いる政権が不祥事を起こしたり、何らかの失言などで窮地に立たされると、芸能人が違法薬物の所持などの不祥事で逮捕・書類送検されたり、北朝鮮などの国外組織がミサイルを撃ったりといった、安倍内閣を黒幕とした大きな問題が起こされ、国民の目を自身の不祥事からそらしているのではないかとする陰謀論があった。
場合によっては天災時にもこれが唱えられることがあり、人工地震に関する陰謀説が併用され、ツイッター上で「安倍政権が引き起こした」として、人工地震がトレンド入りする事態にもなった。これらにさしたる証拠・根拠等は何もないにもかからず、一部の芸能人や大学教授にも本陰謀論を支持する人々がいる。

## 食に関する陰謀説

### 小麦はGHQが持ち込んだ説（参政党）
2022年、参政党は小麦に関する陰謀論を展開した。神谷宗幣代表の編著『参政党Q&Aブック 基礎編』では、小麦が戦後にGHQによって日本に持ち込まれた健康に有害な食品で、ユダヤ系を中心とした「国際金融資本」が利益を得るために普及させたと主張した。神谷代表は街頭演説で、小麦粉文化は戦後に作られたものであり、アメリカの食文化を守る必要はないと述べた。参政党の共同代表だった吉野敏明は、小麦が戦前の日本に存在せず、その摂取によって日本人のがん罹患率が増加したと主張した。参政党はまた、「戦後、GHQによって反日教育を行う仕組みが作られた」「超過死亡が増えているのはワクチンのせい」「莫大な利益獲得を目的とする勢力が、マスク着用を呼びかけている」「銀行もマスコミもロスチャイルドに支配されている」などの反ワクチンや反ユダヤ陰謀論も展開していた。東京大学などの研究者チームの分析によると、陰謀論やスピリチュアリティをきっかけに2022年参院選における参政党の議席獲得につながった可能性が示された。尚、日本では弥生時代にコムギが伝来し、全国に食文化がある。吉野敏明は2023年11月に参政党を離党した。

### 食料備蓄陰謀論
穀物メジャーが一世代しか使えない種子を売りつけているという陰謀説。ジョン・コールマンなどが主張している。
農民を穀物メジャーに完全に依存させ、種子や肥料や農薬を買わざるを得なくさせ、新世界秩序にとって都合が悪い独立自営農民をなくすことが目的とされる。政府が食料を備蓄しておき、政府に対して批判的な人物には食料を与えないという方法も考えられ、カーギルがこれに関わっているとされる。
実際に種苗企業はF1品種と呼ばれる一世代限りの品種に力を入れているが、これは雑種強勢という遺伝的現象により優れた形質が得られるからであり、生物的な問題である。

### 遺伝子組み換え陰謀論
遺伝子組み換え作物や遺伝子組み換え食品（GMO）の生産と販売に関連する陰謀論であり、「モンサント社を中心とするアグリビジネスが、遺伝子組み換え作物が害をもたらすことを示すデータを隠蔽している」「遺伝子組み換え食品の使用を促進するために意図的に食糧不足を引き起こしている」「ユダヤ系多国籍企業とイスラエルによる世界支配のための陰謀である」「特定の人種を殺すための陰謀である」などの主張を行う。
また企業や悪の支配者から消費者は知らずに毒入り食品を買わされ、遺伝子組み換え食品や人工甘味料などでがんが引き起こされるが、デトックスでそれらの毒物を排出できるとする。

### 昆虫食陰謀論
人口増による食糧危機や、2013年に国際連合食糧農業機関（FAO）が「家畜より昆虫のほうが温室効果ガスを出しにくい」としたことなどにより、昆虫食は代替タンパク質源の一つとして世界的な注目を集めている。ライターの山田ノジルは、「陰謀論には社会の急な変化に気持ちが追いつかないような不安に物語を与えることで、安心と納得を与えてくれる役割がある」「昆虫食陰謀論は、よくわからないものを食べさせられる』という不安の表れに、過剰なまでの虫嫌い風潮も加わって、嫌悪感から既存の陰謀論に乗っかり『食べない理由』をひねり出したという印象」と述べている。
陰謀論の例
- 「スタバのクリームパイはジャンボタニシの卵をモチーフにしていて、これは昆虫食に抵抗をなくさせるための陰謀である」。
ジャンボタニシは昆虫ではなく、食用に養殖されていた巻貝[199]。
- 「コオロギは雑食だから闇側で、日本で伝統的に食べられてきたイナゴは稲しか食べない虫だから光側」[199]。
- 「世界の支配層は爬虫類人間なので、虫を食料にすることを発想する。地球温暖化も虫を食べさせるための嘘。ロスチャイルド家が国際連合食糧農業機関（FAO）を操っている」[199]。
- 「聖書では虫を食べることは禁じられているが、その逆をやりたがるのが、悪魔崇拝である支配層[199]」「2017年に聖書の記述がコオロギも食べてよいと書き換えられた[335]」。
英語版の100年以上の旧約聖書や1970年に出版された日本の旧版でも、「虫を食べてはいけない。但しイナゴの類、コオロギ（cricket）の類、バッタの類は食べてよい」と記載されている[335]。
- 「欧州全域で、粉末状のコオロギなどの『虫の添加物』を、ピザやパスタ、シリアル、ビスケット他などに「必ず入れる」と決定したが、これは昆虫食を既成事実化し『お前らはもう虫が食えるので、農場（肉）はいらない』という流れにするためである」。
欧州が決定したのは新規食品として承認すること[332]。
- 「コオロギの外骨格であるキチン質に発がん性物質が含まれていて、ワクチンで免疫を下げたところに虫を食べさせ、がん利権を狙っている」。
エビカニなど甲殻類の殻にもキチン質が豊富に含まれる[199]。

### 味の素や添加物に関する陰謀論
味の素やうま味調味料は毒を売っているなどとする陰謀論。
2024年1月の能登半島地震の際、「山崎製パンが、人口削減のために添加物入りのパンを被災地に運んでいる」という陰謀説が流された。

## 自然に関する陰謀論

### 恐竜は存在しない説
恐竜は恐竜産業による捏造であり、ダーウィンの進化論を広めるためのプロパガンダであるとする。この陰謀論は、キリスト教原理主義が進化論を否定するために拡散された。

### 地球平面説（フラットアース）

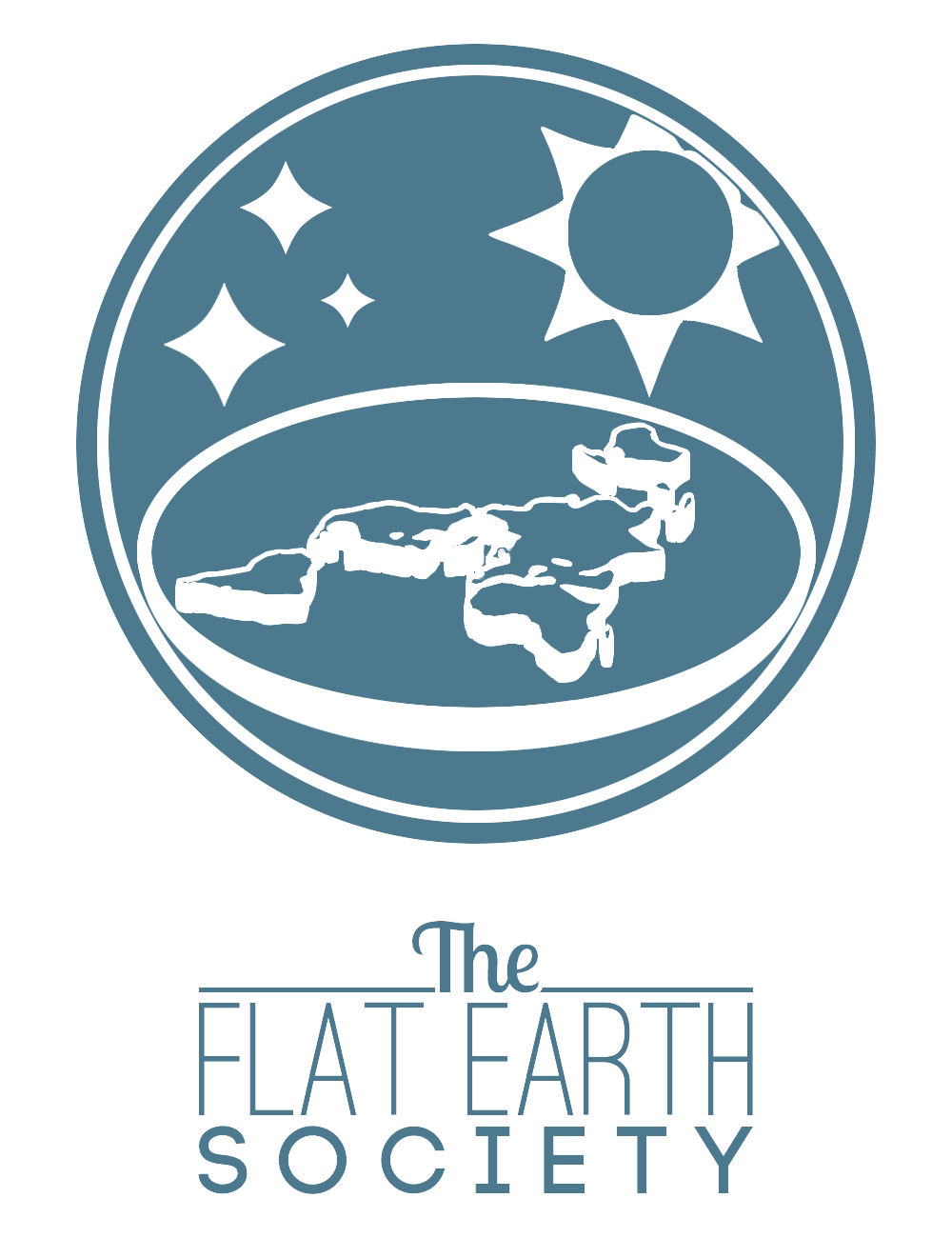
地球平面協会のロゴ（2013）

地球平面説を支持する人々はフラットアーサーと呼ばれ、アメリカなどで「地球平面国際会議（FEIC）」を開催している。フラットアーサーは反科学的な傾向が強く、会議にはワクチン反対派やロスチャイルド家の陰謀を主張する人々、秘密結社イルミナティの会員などが集う。フラットアーサーは、地球は円盤のような形で、海水などが縁から落ちないように地球の外側を南極（氷の壁）が取り囲み、上空はドームで覆われていると主張する。地球平面説は天動説であり、地球は自転も公転もせずに静止し、太陽や月がドームの中を赤道に沿って回っている。
アメリカは地球平面説を支持する著名人の影響からか、若者に地球平面説が広がっていて、2018年にアメリカで行われた調査では、18 - 24歳の34%が地球が丸いことに疑問を持ち、4%は地球は平面であると回答した。ブラジルで行われた調査でも7％が地球が丸いことを否定した。地球平面説を信じている人は信心深く、ある日突然「真実に目覚め」、自分をだまそうとする世界的な陰謀に気が付く人が多い。地球平面国際会議を立ち上げたロビー・デビッドソンの「真実」によると、「サタンの仕事は、神は存在しないと世界に信じ込ませることであり、地球は無限の宇宙の中のランダムなちりに過ぎないと人々に信じ込ませた」のだという。
ボストン大学研究員のリー・マッキンタイヤは、フラットアーサーやワクチン反対派などの、科学や証拠を否定する風潮の拡がりは、笑いごとではないとする。地球平面説は、キリスト教原理主義と陰謀論のミックスであり、彼らは自分たちが信じたくない証拠は確かな証拠でも却下し、信じたい証拠はあやふやなものでも確証とする。マッキンタイヤは、科学者が科学を守るためにできることは、「科学の世界では、データの公開や査読制度、再現実験などの検証により、新しい仮説を受け入れるための方法が共有されていること」「どんなに優れた証拠があっても、科学は100％確実だと断言できず、確率に基づいて考えること」などを、科学者以外の人に知ってもらうことだと述べている。

#### 宇宙は存在しない説
フラットアーサーによると、飛行機が南極の上を飛ばないなどの条約は、地球が平面であることを隠すための陰謀であり、月面着陸や宇宙からの画像、人工衛星によるGPSなどは全てNASAの陰謀による捏造であるとする。彼らによると、地球を覆うドームの外に宇宙空間はなく、宇宙の存在を示す証拠は全て何者かによる「真実を隠す」捏造であるため、宇宙ビジネスに関わる人は全て「宇宙詐欺師」とされる。

#### 星や月は存在しない説
フラットアーサーの一部は、地球の上を覆うドームに星が張り付いていると考える。また、月は何者かが投影しているホログラムであると考える人もいる。

#### アポロ計画陰謀論
アメリカ航空宇宙局（NASA）のアポロ計画では実際には月に到達しておらず、月面上からの中継画像は地球上の特撮スタジオで撮影されたものという考え。もともとはアメリカのキリスト教原理主義の一派である地球平面協会が人類が地球外に行けるはずが無いとして唱えた説が俗説化したもので、古典的な陰謀論である。これを踏まえ火星探索に置き換えて製作されたのが映画『カプリコン・1』である。
日本では21世紀に入ってからテレビ朝日系列のバラエティ番組「不思議どっとテレビ。これマジ!?」にて取り上げられたことで、広く知られるようになった。
月着陸捏造説の他にも、「アポロ計画では実は宇宙人を目撃していた、あるいは宇宙人と密約を交わしていたが、NASAはそれを隠している」といった主張が知られる。これはNASAが月面で撮った写真の中には円盤らしき物が写っているにもかかわらず、公開された写真はいずれも修正されている等、NASAの態度に不信感を持つ人々から提唱されたものである。
その他、アポロ8号とヒューストンの交信記録にサンタクロースという単語が使われているが、NASAが使用する用語にサンタクロースに該当するものはなく、UFOを指す隠語であり、アポロ8号の乗組員がUFOを目撃したことを示しているとする説がある。しかし、これは帰還へ向けたエンジンの噴射に成功した飛行士ジム・ラヴェルが、12月25日であったことを受け、「みんなに伝えてくれ。月にはサンタクロースが居る。」と、エンジン噴射成功の報告にジョークを交えヒューストンに伝えたものである。
陰謀論否定の証拠は過去たびたび提示されており、最近のものとしては2008年 日本の宇宙探査機（月周回衛星）かぐやによって、アポロ15号の着陸船のロケット噴射痕の撮影に成功したり、アポロ計画によって撮影された月面からの写真とかぐやによって得られた地形データが一致する、2013年12月に中国の探査機「嫦娥3号」が月面に到着、送り込まれたロボット探査車「玉兎」がアポロの着陸跡を撮影したなど、月着陸の事実を確認した。

### 未確認生物に関する陰謀論
ネッシーなどの未確認生物が発見されないのはアメリカ政府やその軍が生物兵器として使用するために極秘に回収した上で隠蔽を行っているからというもの。飛鳥昭雄などが主張。逆に一部の未確認生物の正体は生物兵器研究のために遺伝子操作で生み出された生物が脱走したものという風説もある。

## 地理に関する陰謀論

### オーストラリアは存在しない説
2006年に地球平面協会（老舗のフラットアーサー団体）のフォーラムに投稿されたのが初出であり、2017年に加筆されて広まった。イギリスはオーストラリアに囚人を送っていたが、実は囚人は海で溺れ死んでいて、それを隠すために架空の大陸が捏造されたとする。「旅行で訪れるオーストラリアはイギリス領の別の場所であり、オーストラリア人はサクラが演じている」と言われる。

### フィンランドは存在しない説
フィンランドは、日本が漁場として使うためにロシアと組んで捏造した架空の国であり、獲られた魚はノキア製品と偽ってロシアを経由して日本に運ばれているとされている。

### ビーレフェルトの陰謀
ドイツの地方都市ビーレフェルトは実際には存在せず、ビーレフェルトの存在を信じさせようとする巨大な陰謀があるという説。どちらかといえばネットミームのジョークとしての要素が強い。

## 宗教に関する陰謀説

### 第1ニカイア公会議陰謀説
ナザレのイエスは輪廻転生説を説いていたが、第1ニカイア公会議で削除されたとする説がある。ニューエイジ信奉者に支持され、福音書にあるイエスが洗礼者ヨハネをエリヤと呼ぶ発言や教父オリゲネスやグノーシス主義の思想が根拠としてあげられる。シルバーバーチを翻訳した近藤千雄もこのニカイア公会議の裏側で、教会の権威を強めるために聖書が都合よく書き換えられたと主張している。彼によればアリウス派の扱いも表面上の理由にすぎなかった。彼がこの主張の根拠として挙げているのはディーン・ダドレー（Dean Dudley）の『西暦三二五年のキリスト教総会『第一回ニケーア公会議』の真相』（History of the first Council of Nice : a world's Christian convention, A.D. 325 ; with a life of Constantine）である。近藤の『シルバーバーチに最敬礼 霊言集を完訳した今、「謎」と「なぜ?」を取っておきの資料と文献で検証する。』に抄訳が収録されているほか、インターネットアーカイブで原書を閲覧できる。
事実に基づいた、と銘打たれた小説『ダ・ヴィンチ・コード』でも、第1ニカイア公会議とコンスタンティヌス1世にまつわる福音書改竄（捏造）の陰謀が史実として記述されている。

### バチカンによる死海文書公開差し止め説
クムランの近くにある11の洞窟から発見された死海文書にまつわる陰謀説。マイケル・ベイジェント（en:Michael Baigent）とリチャード・リー（en:Richard Leigh）によると、死海文書は初期キリスト教の真実の姿を反映したものであり、これが公開されることで現行のキリスト教の歪曲が露見するのをバチカンが憂慮し、公開の制限を行っているとする。イエスの教えはパウロによって神話化され、歪められている。彼は反ローマ的なメシア信仰を毒抜きするために派遣されたスパイだった疑惑があるという。
他に次のような説などがある。
- キリスト教とイスラム教を争わせるために、十字軍をけしかけたのはユダヤであるという説。
- ビザンツ帝国のコンスタンティノープルをヴェネツィアに陥落させたのは、ユダヤであるという説。
- 宗教改革のジャン・カルヴァンはマラーノ（隠れユダヤ人）であり、キリスト教を分裂させることが目的であるとする説。
- ユダヤやフリーメイソンがバチカンを内部から乗っ取ろうとしているという説。
- 日蓮宗を過激にして創価学会を成立させたという説。

## 明らかとなっている陰謀 (事実、事件、スキャンダル)
歴史には、当時目的や内容が隠蔽されており、一時期陰謀論として扱われた後に、背景や事実関係の詳細が明らかとなり実際の陰謀であると認識されるようになった事件がある。

### 南満州鉄道爆破事件
1931年に発生した、南満州鉄道線路爆破事件。

### ローゼンバーグ事件
アメリカのローゼンバーグ夫妻が反ユダヤ主義を背景とする「アメリカファシストの陰謀の魔手」によりソ連のスパイの濡れ衣を着せられたと言われていた事件。ローゼンバーグ夫妻が処刑された後にソ連の機密情報が公開され、夫妻は本当にソ連のスパイだったことが判明した。

### トンキン湾事件
ベトナム戦争において、アメリカの駆逐艦が北ベトナムにより攻撃を受けたとされる事件。

### 坂本弁護士一家殺害事件
事件当初からオウム真理教犯行説が唱えられていたが、1995年の一連の強制捜査まで未解決であった。

### 松本サリン事件
被害者で第一通報者の河野義行が嫌疑をかけられ、長野県警により連日にわたって聴取、マスコミもこの人物が犯人であるかの様な報道をしていた頃、「松本サリン事件に関する一考察」という怪文書が流通しオウムとの関係を示唆していた。

### 日本人拉致問題
1970年代に日本海沿岸などで日本人が行方不明になる事件が多発していた。当初から北朝鮮による犯行との噂があったにもかかわらず、1988年の大韓航空機爆破事件後に日本政府が拉致問題の存在を公式に認めるまでは、荒唐無稽な陰謀論だとしてまともに扱われなかった。最終的に北朝鮮政府が拉致を行ったことを認めたのは、2002年平壌で行われた当時自民党政権下の小泉純一郎首相による日朝首脳会談においてである。

### ロッジP2事件
イタリアでアンブロシアーノ銀行頭取ロベルト・カルヴィの不審死から明らかになった、フリーメイソン・ロッジP2によるイタリア政府転覆計画。フリーメイソンが様々な陰謀を行っているという噂は常に流れているが、事実として明るみに出た稀有な例。このためP2は上位のグランドロッジから解散処分を受けた。

### エシュロン
軍事、安全保障を目的に、世界中の電話、ファックス、電子メール等を盗聴するネットワーク。アメリカ国家安全保障局（NSA） が主導となり運営している。冷戦時代に対ソ連戦略の一環として設立。

### CIAの麻薬ビジネス関与
アメリカ中央情報局は冷戦期の1950年代、中華民国と結んで、中国共産党を打倒する「秘密の戦争」の一環として「黄金の三角地帯」で麻薬生産に関与。これによって得た資金を反共団体に供給していた。こうした秘密工作はレーガン政権当時まで続けられていたという。
その他のCIAによる陰謀については中央情報局#CIAが主導し関与したとされる作戦・事件を参照

### ロジャー・スクルートン問題
世界保健機関（WHO）の禁煙キャンペーンを批判する見返りとして、日本たばこ産業(JT)がロジャー・スクルートンに月間4500ポンドを支払っていたことが2002年に判明。スクルートンが毎週連載していたコラムは中止となった。

### 禁煙条例に対する組織投票問題
神奈川県が、2006年12月27日から2007年1月26日にかけてインターネット上で実施した、『条例で公共の場所の喫煙を規制すること』についてのアンケートに対し、日本たばこ産業(JT)が社員などにアンケートで『反対』の投票をするよう依頼していたことが判明した。JTは「条例が成立すれば、ほかの自治体に波及する恐れがあった」としている。アンケート結果から賛成票が多数を占めたとされるが、締め切り直前になって反対票が上回る事態となった。これについてJTは、社員に周知文書を出し、社員から営業店にも働きかけたことを認めた。この件を受け、神奈川県はアンケートを無作為抽出・郵送方式でやり直し、2007年12月12日に結果が発表された。再アンケートの結果は賛成票が88.5%を占めた。しかし、これに関しては、陰謀と言うのは思想的に偏り過ぎであり、世論工作と言うのが正しい。

### 在日米軍に関する密約
在日米軍については、非核三原則の適用除外、将兵の裁判権はアメリカ側が優越し且つ公務中の過失に原因するものであれば外交官同様に免罪されること、沖縄返還などに関して日米政府間の密約があることが囁かれていた。

### 砂川事件
日本国とアメリカ合衆国との間の安全保障条約を「日本国とアメリカ合衆国との間の相互協力及び安全保障条約」に改定するための協議が進むなか、砂川事件に関連して在日米軍を違憲とする判決が言い渡された（伊達判決）。これに対して、検察は極めて異例な跳躍上告を行い、最高裁は新条約締結の1カ月前に逆転判決を出した。これらのことから、検察と最高裁への政治的圧力が疑われた。

### 医学部不正入試問題
私学は入学基準を国公立大学とは違って独自に定めることが一定の裁量で可能なため、女子の点数が男子より低く見積もられる、女子を入学させない、など医学部で性差別が行われているという見解。2017年まではまともに取り上げられることがなかったが、2018年に東京医科大学や聖マリアンナ医科大学などがこうした不正入試を行っていたことを認めた。